# Histoire des États-Unis
Ne doit pas être confondu avec Histoire de l'Amérique.

Formation du territoire américain (1810-1920). En vert, les territoires américains ; en orange les États fédérés de l'Union.

Lorsque les premiers colons anglais sont arrivés à Jamestown (Virginie) en 1607, le continent américain connaissait une faible densité de population depuis plusieurs millénaires, n'étant peuplé que par les Amérindiens. Le territoire américain fut ensuite colonisé à partir du XVIIe siècle par différentes puissances européennes (Espagne, Royaume-Uni, France (Nouvelle-France)). Désireux de s'affranchir de la métropole britannique et de gouverner par eux-mêmes, les colons des Treize colonies proclamèrent leur indépendance en 1776. À la suite d'une guerre d'indépendance victorieuse, ils créèrent une nouvelle nation qu'ils baptisèrent les États-Unis d'Amérique, regroupant alors le New Hampshire, le Massachusetts, le Connecticut, Rhode Island, New York, le New Jersey, la Pennsylvanie, le Delaware, le Maryland, la Virginie, la Caroline du Nord, la Caroline du Sud et la Géorgie. Par la suite, le territoire des États-Unis s'agrandit en incorporant de nouveaux États (par exemple avec l'achat de la Louisiane, la guerre américano-mexicaine, l'achat de l'Alaska, etc.) et cela jusqu'au XXe siècle.
Bien qu'ayant traversé une guerre civile au début des années 1860, la jeune république s'est développée rapidement grâce à l'afflux d'immigrés européens au XIXe siècle. À l'issue de la Première Guerre mondiale, les États-Unis sont devenus la plus grande puissance mondiale, devançant les grands pays d'Europe. Ils n'ont plus quitté ce rang par la suite, prenant la tête du « monde libre » après la Seconde Guerre mondiale. Cependant, la défaite subie à la fin de la longue guerre du Viêt Nam en 1975 a remis en cause les certitudes américaines même si la désagrégation du bloc soviétique au début des années 1990 a favorisé le maintien de leur prédominance internationale et leur statut de superpuissance.

## Des origines à la fin de la guerre de Sept Ans

### Période précolombienne

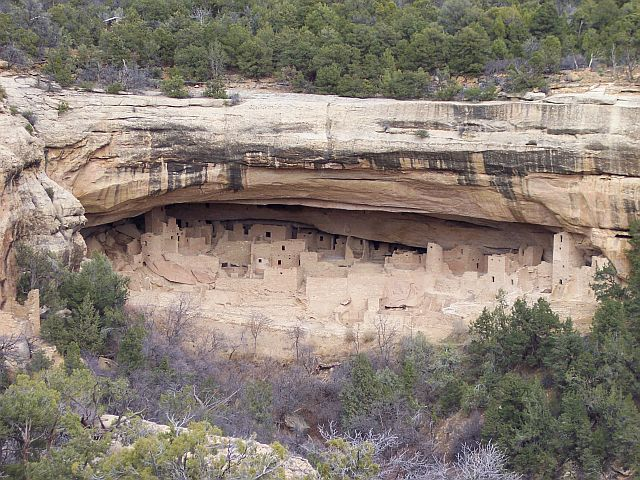
Les Anasazis construisent des cités bien avant l'arrivée de Christophe Colomb. Mesa Verde (Colorado).

Le débat sur l'origine et la date de l'arrivée des Amérindiens en Amérique du Nord n'est pas clos. La théorie la plus communément admise est celle de l'immigration depuis l'Asie de tribus de chasseurs venus en Amérique du Nord il y a 13 000 ans-12 000 ans par le détroit de Béring. Pendant la dernière ère glaciaire, il y a près de 20 000 ans, le niveau de la mer était très bas, asséchant partiellement le détroit qui constituait alors une plaine d'environ 1 000 kilomètres de largeur, et créant un gigantesque pont de glace, permettant ainsi le passage entre les continents asiatique et nord-américain. Les principaux sujets de débats portent surtout sur la date de l'arrivée des peuples asiatiques. Si les découvertes archéologiques estiment leur arrivée a -12 000 ans, certains scientifiques pensent qu'elle pourrait remonter à plus de 30 000 ans.
Après le recul des glaciers (8 000 ans avant notre ère) vers le pôle Nord, les ancêtres des Amérindiens seraient revenus dans le Nord repeupler une bonne partie du territoire nord-américain[réf. nécessaire]. Ils auraient peuplé tout le continent en longeant la côte du Pacifique jusqu'à la pointe méridionale de l'Amérique du Sud, où les Incas et les Aztèques, par exemple, ont créé de grands empires. D'autres groupes de chasseurs seraient remontés vers le nord jusqu'aux Grands Lacs et au-delà, se déployant jusqu'à l'océan Atlantique[réf. nécessaire].
Certains scientifiques pensent que d'autres peuples auraient pu arriver sur les côtes nord, il y a 17 000 ans avant notre ère, lors de la déglaciation des régions du nord. D'autres spécialistes croient que les premiers habitants auraient traversé l'océan Pacifique par bateau pour arriver d'abord en Amérique du Sud.
Avant l'arrivée des Européens, plusieurs civilisations se sont développées sur le territoire actuel des États-Unis : les Mound Builders ont aménagé les premiers tertres vers 3400 av. J.-C.. La cité de Cahokia, près de Saint-Louis comptait au XIIe siècle quelque 15 000 à 30 000 habitants et 120 tumulus.
Malgré les difficultés à établir des statistiques, la plupart des historiens s'accordent pour estimer la population autochtone des actuels États-Unis entre 1,5 million et 8 millions de personnes en 1492.
Au XVIe siècle, les terres situées à l'est des montagnes Rocheuses sont peuplées par des tribus amérindiennes : Cheyennes, Crows, Sioux, Hurons, Iroquois, Cherokees et Creeks qui chassent du bison mais aussi pratiquent la culture, la cueillette, l'élevage et la pêche. Les Iroquois vivent dans la vallée du Saint-Laurent, dans le secteur des lacs Érié et Ontario, dans la vallée du fleuve Hudson et dans la partie ouest des Appalaches. Ils comptent six grandes tribus. Des tribus d'éleveurs et d'agriculteurs, Apaches, Comanches ou Pueblos, habitent les Rocheuses.

### Origine des Amérindiens
Parmi les hypothèses expliquant l'arrivée des Amérindiens, la plus connue laisserait entendre que des tribus de Mongolie et de Sibérie, par petites bandes de chasseurs, auraient émigré depuis l'Asie par le détroit de Béring, profitant d'une baisse du niveau de la mer. Selon cette théorie, ces chasseurs auraient alors peuplé l'Amérique tout entière et seraient les ancêtres de tous les peuples autochtones du continent. La découverte en 1996 dans l'État de Washington d'un homme d'origine « caucasienne » (l'Homme de Kennewick) et daté de 9000 ans, a cependant rendu plus probable la théorie de colonisation de l'Amérique du Nord par plusieurs vagues migratoires successives au cours de plusieurs millénaires. À l'instar de l'Homme de Kennewick, les restes d'un homme - en partie momifié - également de type caucasien ont été retrouvés sur le site de la grotte des Esprits, au Nevada, daté entre -11 000 et -8 000.
À la suite de cette découverte, la question de l'origine des Amérindiens a longtemps alimenté le débat entre les archéologues. En effet, la morphologie faciale des plus anciens squelettes trouvés sur le continent, datant de 12 000 ans, ne ressemble pas à celle des actuels Amérindiens. À la suite de la théorie de l'archéologue américain Dennis Stanford, qui pointait la possibilité qu'une migration humaine soit venue d'Europe bien avant le début de l'époque coloniale, certains scientifiques ont enquêté afin de savoir s'il était possible que les Amérindiens aient un lien de parenté avec les anciens Européens (Solutréens.) Ainsi, une équipe internationale, dirigée par le généticien Eske Willerslev, du Muséum d'histoire naturelle du Danemark, a révélé, après des recherches sur le squelette d'un enfant mort il y a 25 000 ans en Sibérie, une similitude génétique entre le fossile sibérien et certains Amérindiens. Eske Willerslev a estimé à l'époque que « 14 % à 38 % des ancêtres des Amérindiens peuvent avoir pour origine génétique cette population sibérienne du paléolithique », qui avait elle-même des racines européennes.
Cependant, une étude encore plus récente, entreprise sur le plus vieux squelette humain du continent américain, découvert en 2007, a mis fin au débat sur les origines des Amérindiens. Les nombreuses études effectuées ont révélé que son origine génétique est bien asiatique, et non européenne, ; résultat confirmé par une autre découverte, celle du squelette d'un enfant ayant vécu il y a 12 600 ans. Le séquençage génomique du fossile révèle également une parenté avec les Amérindiens dont les ancêtres s'avèrent effectivement être des Sibériens ; mais des Sibériens originaires d'Asie et non d'Europe, comme il l'a été cru dans un premier temps. Ces résultats relancent la théorie selon laquelle les Amérindiens ont une origine unique, et que les chasseurs venus d'Asie sur le continent Nord-Américain par le détroit de Béring il y a près de 12 000 ans seraient bien les ancêtres de tous les Amérindiens.
L'histoire de la colonisation du Nouveau Monde ne s'est pas effectuée d'un seul coup, comme on a longtemps cru, mais a probablement été le fruit de plusieurs migrations successives.

### Découvertes et exploration

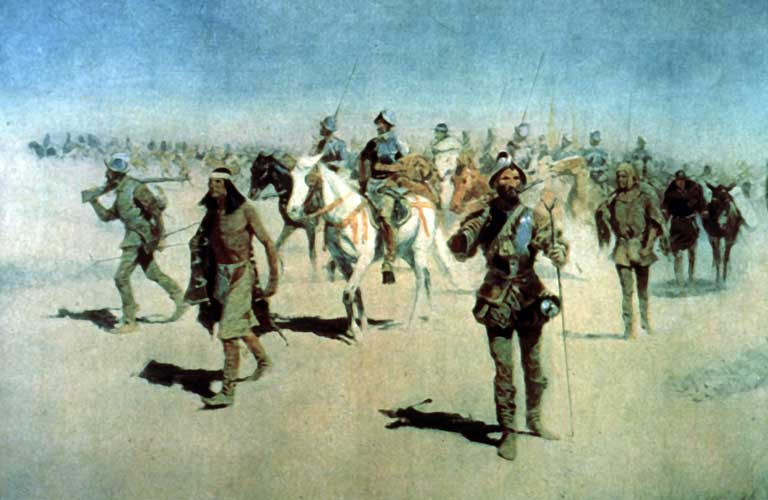
Au XVIe siècle, le conquistador Coronado se lance à la recherche des légendaires cités d'or, dans le Sud-Ouest des États-Unis actuels.

L'exploration du territoire des futurs États-Unis commence peu de temps après la découverte et exploration de l'Amérique par Christophe Colomb. Elle est d'abord le fait des Espagnols : Ponce de León qui découvre les côtes de Floride en 1513, Pánfilo de Narváez pour la partie septentrionale du golfe du Mexique (de la Floride jusqu'au Texas) en 1528. Cependant, le territoire exploré intéresse peu les Espagnols car on n'y trouve pas d'or. Le premier poste permanent est fondé en Floride en 1565. À l'Ouest, les missions de jésuites qui tentent d'évangéliser les Indiens et les encomiendas colonisent le Nouveau-Mexique (la région supérieure du Rio Bravo a été appelée Nuevo México dès 1561), l'Arizona et la Californie à partir de la fin du XVIe siècle. Francisco Vásquez de Coronado est particulièrement connu pour l'expédition qu'il conduit de 1540 à 1542 vers les supposées cités d'or (Cibola et Quivira) de la région de la rivière Gila, affluent du Colorado.
Au Nord-Est, Jean Cabot, un Italien, atteint le Labrador en 1497 pour le compte du roi d'Angleterre Henri VIII, mais cette expédition reste sans lendemain. Verrazano explore pour François Ier les côtes du Nouveau Monde de la Caroline du Nord jusqu'à la Nouvelle-Écosse (1524). Au XVIIe siècle, la présence d'abondants bancs de poissons attire les Européens dans ces régions orientales : les Français au nord, les Hollandais et les Suédois autour de l'embouchure de l'Hudson. Ils nouent des contacts avec les Hurons et les Penobscots au nord, les Algonquins au centre, Delawares au sud. En 1609, Henry Hudson fonde à l'extrémité de la presqu'île de Manhattan, La Nouvelle-Amsterdam, pour le compte des Hollandais. Peter Minuit achète l'île pour 24 dollars aux Algonquins en 1624. Une colonie hollandaise s'y implante. Les premiers établissements suédois dans le Delaware datent de 1638. Dans tous ces établissements, le commerce de la fourrure avec les Indiens est très florissant. Au Nord du Saint-Laurent, les Français s'installent au Québec.

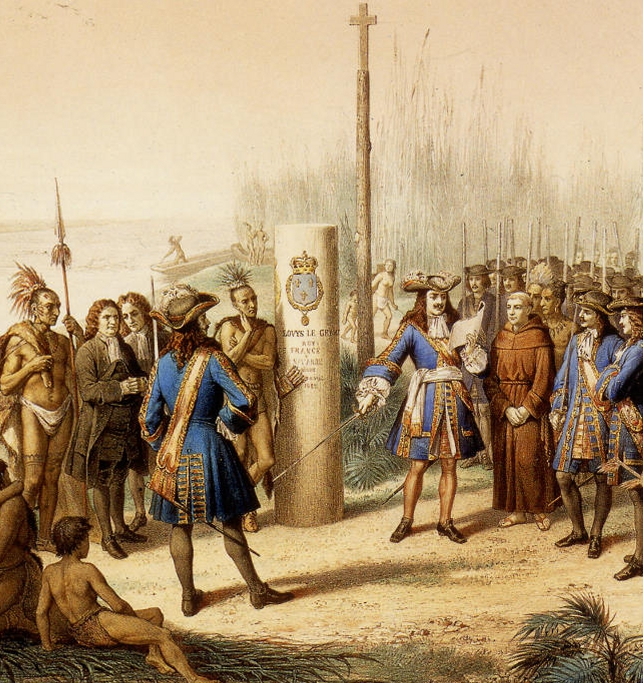
Prise de possession de la Louisiane par La Salle au nom du roi de France.

Au XVIIe siècle, des explorateurs étendent les possessions françaises vers la région des Grands Lacs et vers le Mississippi. Louis Jolliet et Jacques Marquette explorent le fleuve jusqu'à son confluent avec l'Arkansas en 1673. Cavelier de La Salle atteint le golfe du Mexique en 1682. La domination française s'étend alors sur toute la région du Mississippi, baptisée « Louisiane » en l'honneur de Louis XIV. En 1717, la France accorde le monopole du commerce local à la Compagnie d'Occident du financier écossais John Law.

### Naissance des colonies britanniques

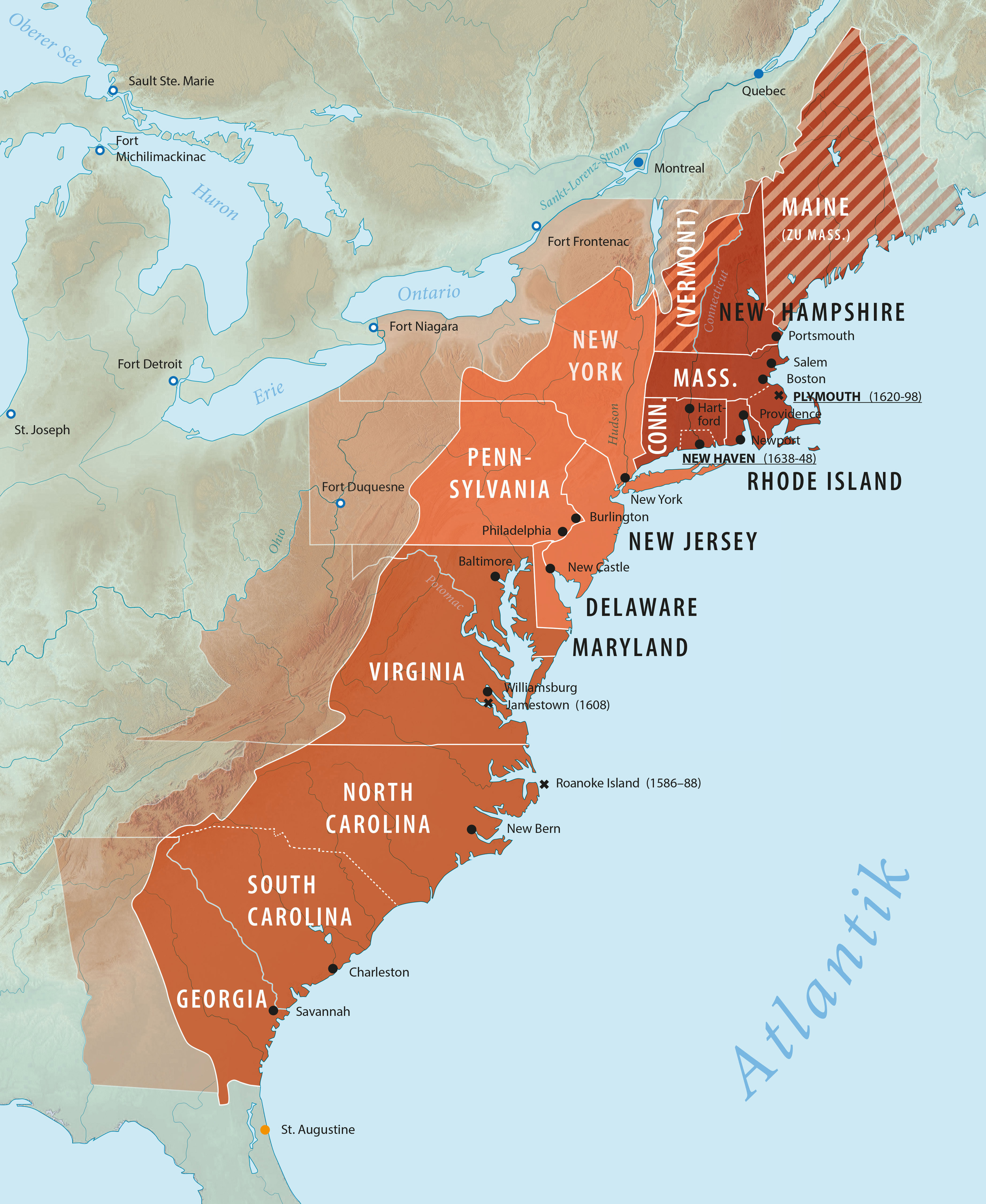
Treize colonies britanniques en Amérique du Nord

Le littoral américain qui va de la baie de Fundy au Nord à l'embouchure de la Savannah au Sud, littoral le long duquel se sont installés les Treize Colonies britanniques d'Amérique, est plutôt inhospitalier et ne comporte que très peu de richesses naturelles. Ceci explique pourquoi les Espagnols et les Français, partis avant les Anglais dans la course à la colonisation du continent américain, ont négligé cette partie du Nouveau Monde. C'est sous le règne d'Élisabeth Ire que commence l'aventure coloniale anglaise en Amérique du Nord. Dans la lutte contre l'Espagne, l'Amérique du Nord, reconnue par Humphrey Gilbert, représente une position stratégique. Les missions de colonisation sont confiées à Walter Raleigh en 1585 et en 1587. Des colons anglais débarquent dans l'île de Roanoke. Ils disparaissent mystérieusement, sans doute sous les coups des Indiens.
Jamestown est fondé en Virginie en 1607 par un groupe de marchands, muni d'une charte au profit de la Virginia Company of London. En 1620, les 102 « pèlerins », des protestants dissidents, arrivés à bord du Mayflower, s'installent près du cap Cod dans le Massachusetts. Entre ces deux sites d'implantation anglaise, des colonies hollandaises (dans la baie d'Hudson) et suédoises (dans le Delaware) sont déjà en place. Les Anglais les éliminent progressivement et sont maîtres de toute la côte à la fin du XVIIe siècle. Les remous de l'histoire de l'Angleterre au XVIIe siècle ont une grande influence sur le peuplement des colonies. Dans un premier temps, les dissidents y trouvent refuge ; après la proclamation de la République en 1648, ils sont suivis par des aristocrates et des catholiques ; enfin, ce sont de nouveau les puritains, puis les jacobites qui débarquent. Des Suédois, des Allemands, des Hollandais et des protestants français chassés par la révocation de l'édit de Nantes viennent commencer une autre existence.

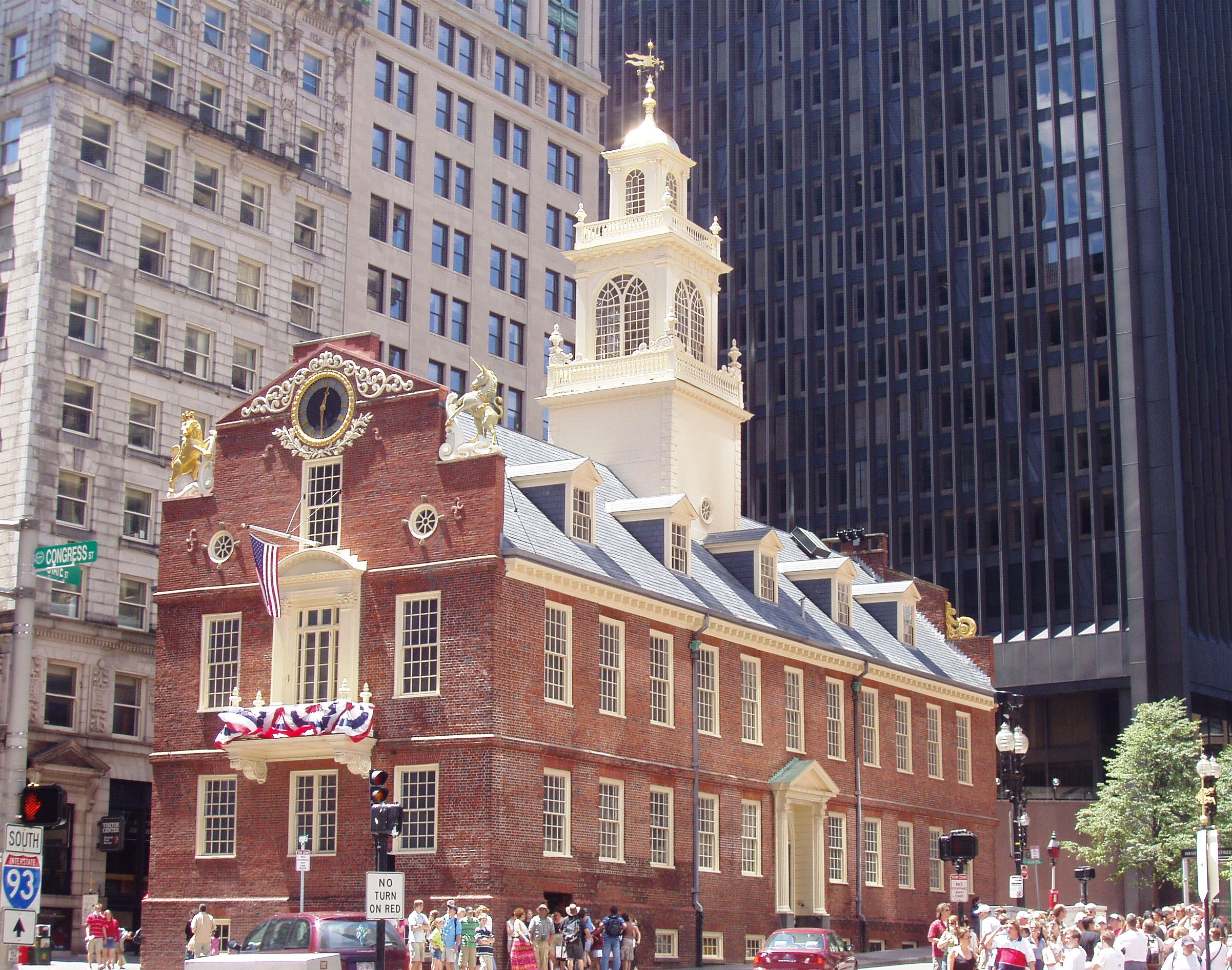
Boston, le centre économique et culturel de la Nouvelle-Angleterre, s'est développée au XVIIe siècle

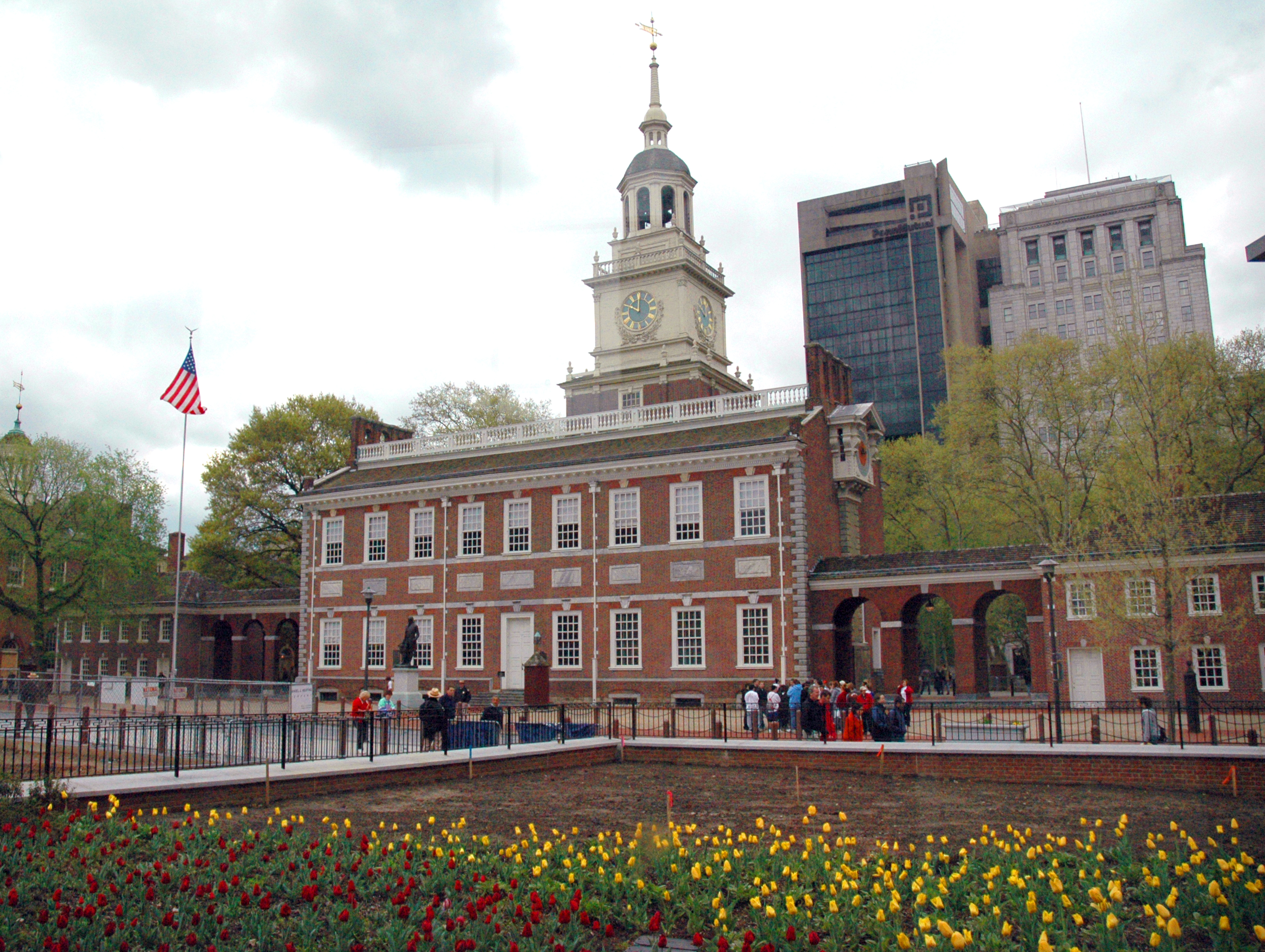
Philadelphie est la ville la plus peuplée au XVIIIe siècle : Independence Hall

Au XVIIIe siècle, on peut distinguer trois types de colonies :
- La Nouvelle-Angleterre regroupe quatre colonies : le New Hampshire, le Massachusetts, le Connecticut et le Rhode Island. Elles sont peuplées de petits propriétaires et entrepreneurs. Les ports sont voués à la pêche à la morue vers Terre-Neuve, au commerce de produits coloniaux vers les Antilles, en violation du pacte colonial[25]. La Nouvelle-Angleterre est peuplée de puritains. La religion y marque profondément la vie politique. En effet chaque communauté religieuse a l'habitude de s'administrer de manière autonome. Le même modèle est reproduit pour l'administration publique. Dans chaque bourgade, la communauté se réunit et délibère pour prendre les décisions concernant l'intérêt commun. La Nouvelle-Angleterre devient donc une démocratie de fait[26]. Sur le plan social, celui qui s'écarte de la religion est aussitôt mis à l'écart de la vie du groupe. La vie communautaire, très développée, aboutit à un strict contrôle de mœurs de chacun. Les Puritains ont fondé les premiers collèges, futures universités comme Harvard dès 1636. La ville principale, Boston, compte environ 20 000 habitants au milieu du XVIIIe siècle.
- Les colonies du Sud sont au nombre de cinq : le Maryland, la Virginie, la Caroline du Nord, la Caroline du Sud et la Géorgie. Plus vastes que les colonies du Nord, elles sont essentiellement agricoles. La forme principale d'exploitation du sol est la plantation cultivée grâce à une main-d'œuvre d'esclaves importés d'Afrique. On y cultive l'indigo, le tabac, le riz et à partir de la fin du XVIIIe siècle, le coton. L'organisation n'est guère démocratique. On trouve d'un côté les esclaves noirs plus nombreux que les Blancs[27] et de l'autre l'aristocratie politique qui gouverne les colonies. Cette dernière a transporté en Amérique les usages des élites européennes.
- Le groupe intermédiaire de quatre colonies, New York, le New Jersey, le Delaware, la Pennsylvanie, est situé au centre et regroupe des colonies sans liens entre elles et sans identité commune. Le peuplement y est le plus diversifié. On note la présence de Hollandais et de Suédois aux côtés des Britanniques. La ville principale est à l'époque Philadelphie, capitale de la Pennsylvanie peuplée par des quakers. Son urbanisme en avance sur celui de l'Europe fait de cette cité de 30 000 habitants la ville la plus admirée d'Amérique du Nord[28].

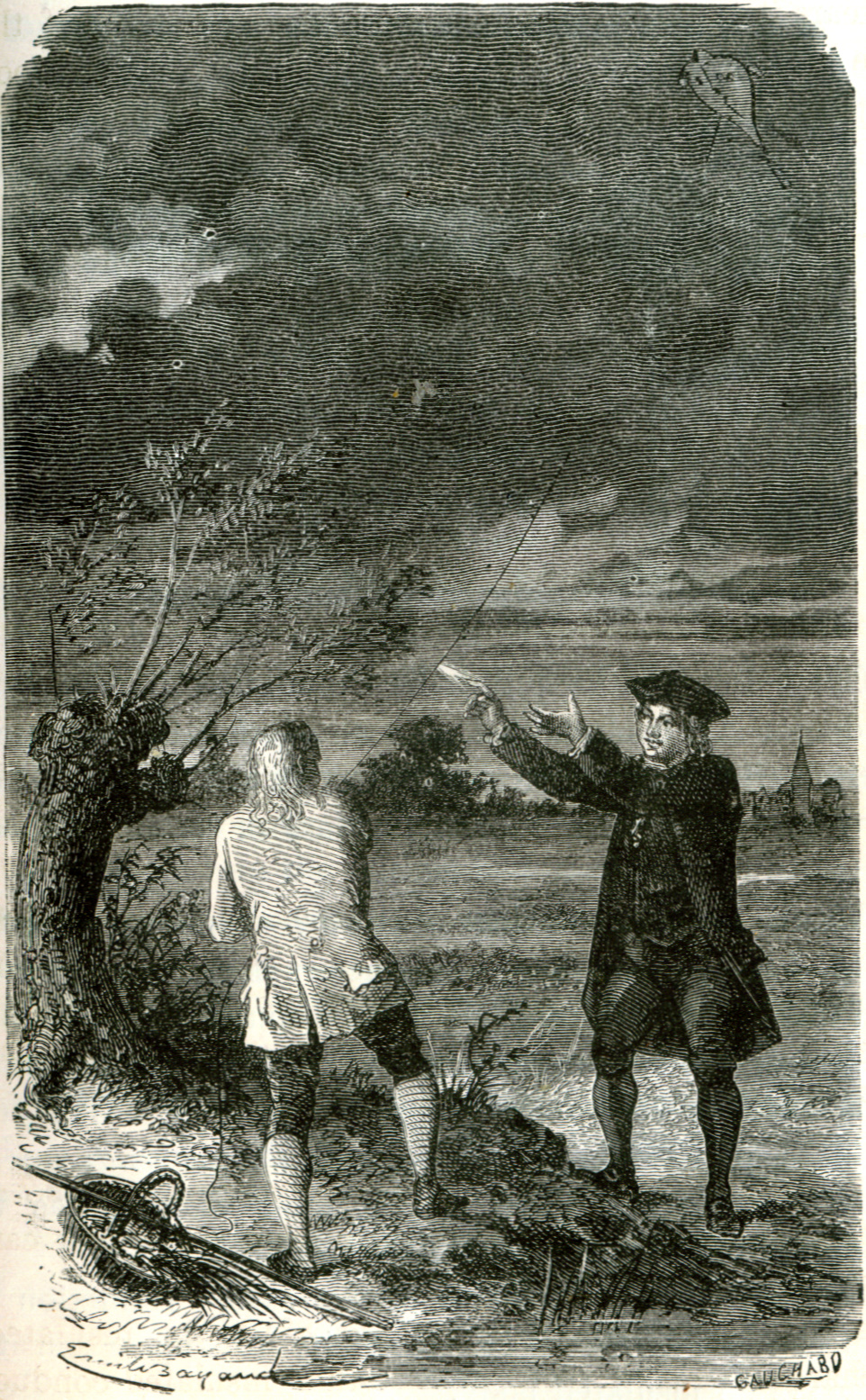
Les expériences scientifiques de Benjamin Franklin

Les protestants encouragent la scolarité et les études. Aussi, la vie intellectuelle est intense. On trouve dans les colonies bon nombre des sociétés philosophiques et des loges maçonniques. Dès le XVIIe siècle les premières universités sont fondées : Harvard en 1636, Yale en 1716, Princeton en 1746. Avec Benjamin Franklin, l'Amérique peut même s'honorer de fournir son premier grand savant au monde.

Les colonies sont toutes dotées de constitutions. Elles sont dirigées par un gouverneur qui représente la Couronne britannique et qui est issu des vieilles familles de la colonie. Une assemblée élue représente les colons. La répartition des pouvoirs est calquée sur la monarchie parlementaire britannique. L'assemblée vote les impôts. Le gouverneur exerce le pouvoir exécutif. Mais ce qui fédère les colonies, c'est essentiellement la lutte contre un ennemi commun. Le premier ennemi est l'Indien. La cohabitation entre les premiers occupants, des semi-nomades ayant besoin de grands espaces, et les colons sédentaires cherchant des terres nouvelles à exploiter au fur et à mesure que leur nombre augmentait, est impossible. Les guerres indiennes, faites essentiellement d'embuscades et de petits coups de main, marquent non seulement cette période mais aussi toute l'histoire des États-Unis jusqu'à la fin du XIXe siècle. 

Colonies d’Amérique du Nord en 1750

Les Français représentent une autre menace. Les colons britanniques aimeraient s'étendre vers l'Ouest mais les immenses territoires qui vont de l'embouchure du Saint-Laurent à celle du Mississippi appartiennent aux Français et encerclent entièrement les treize colonies. Cependant les colons britanniques ont l'avantage du nombre ; ils sont environ 1,5 million sur un territoire relativement limité alors que les Français ne sont guère plus de 60 000 sur un territoire immense. À l'issue de la guerre de Sept Ans, les Français perdent la plupart de leurs possessions sur le continent nord-américain. Le traité d'Utrecht signé en 1713 avait rendu définitivement l'Acadie au Royaume-Uni, de même que la Terre de Rupert et Terre-Neuve. Avec le Traité de Fontainebleau (1762), l'Espagne récupère l'ouest du Mississippi (comprenant l'ouest de la Louisiane), son delta et la Nouvelle-Orléans tandis qu'avec le Traité de Paris (1763), la France perd le Canada et l'est de la Louisiane au profit de l'Angleterre.

## La naissance des États-Unis

### La révolution américaine

Drapeau lors de l'Indépendance en 1777.

Drapeau de l'Union (avec les étoiles des États sécessionnistes même pendant la guerre civile).

L'élimination de la Nouvelle-France fait disparaître tout danger immédiat et rend presque inutile et donc difficilement supportable la présence des troupes britanniques. Au même moment, le gouvernement britannique veut répartir entre tous ses sujets les charges financières nées de la guerre et cherche à faire payer aux colons des taxes nouvelles. Toutes ces mesures sont jugées illégales par les colons qui n'ont pas été consultés : « Pas de taxation sans représentation » martèlent-ils. Pour les Britanniques, le Parlement représente tous les sujets de Sa Majesté et peut donc les taxer. 
Le Parlement de Londres finit par supprimer la taxe la plus contestée, le Stamp Act, le 18 mars 1766. Le conflit s'envenime quand le gouvernement britannique décide, pour sauver la Compagnie des Indes orientales en grandes difficultés financières, de détaxer le thé qu'elle vend. Cette décision provoque la Boston Tea Party du 16 décembre 1773 au cours de laquelle un groupe de colons déguisés en Indiens jette à la mer une cargaison de thé de la Compagnie des Indes. Le gouvernement britannique ferme le port de Boston et abolit les franchises du Massachusetts. Les colons résistent et s'organisent. La bataille de Lexington (19 avril 1775) est le signal de la rupture et du début de la guerre d'indépendance américaine.
En 1775, les révoltés, appelés aussi insurgents, choisissent comme commandant en chef George Washington, originaire de Virginie, qui a combattu contre les Français lors de la guerre de sept ans. Il cherche rapidement un allié et se tourne vers la France, désireuse de prendre sa revanche sur les Britanniques. Dans la même période, le congrès continental composé de représentants des colonies révoltées tient une session permanente à Philadelphie. Elle décide de rompre définitivement les ponts avec la métropole. La déclaration d'indépendance, rédigée par Thomas Jefferson est adoptée par le Congrès le 4 juillet 1776 énonce des principes issus de la philosophie des Lumières comme les droits naturels et politiques des hommes, rappelle les griefs des colons envers le Royaume-Uni. Il s'agit d'un véritable acte révolutionnaire qui a posé les principes qui guidèrent ultérieurement tous les mouvements d'émancipation.
La guerre mobilise peu d'effectifs. La Grande-Bretagne n'aligne pas plus de 40 000 hommes dans un territoire éloigné de la métropole. Les soldats de Washington sont tout au plus 20 000. De plus, cette armée composée de volontaires peu disciplinés se réduit lors de grands travaux agricoles à 3 000 hommes en état de combattre. Ils ont cependant pour eux l'enthousiasme et la connaissance du terrain. La victoire de Saratoga en 1777, et le travail de Benjamin Franklin, ambassadeur des insurgents à Paris, entraînent l'intervention française. La France apporte son appui militaire, avec une armée dirigée par Rochambeau ainsi qu'une flotte commandée par d'Estaing et De Grasse, seule capable de briser le blocus des Britanniques. La victoire de Yorktown, le 19 octobre 1781, met fin à la résistance de l'armée et de la flotte britanniques. L’indépendance américaine est reconnue par le Royaume-Uni en 1783.

### L'organisation du nouvel État et la création d’une République

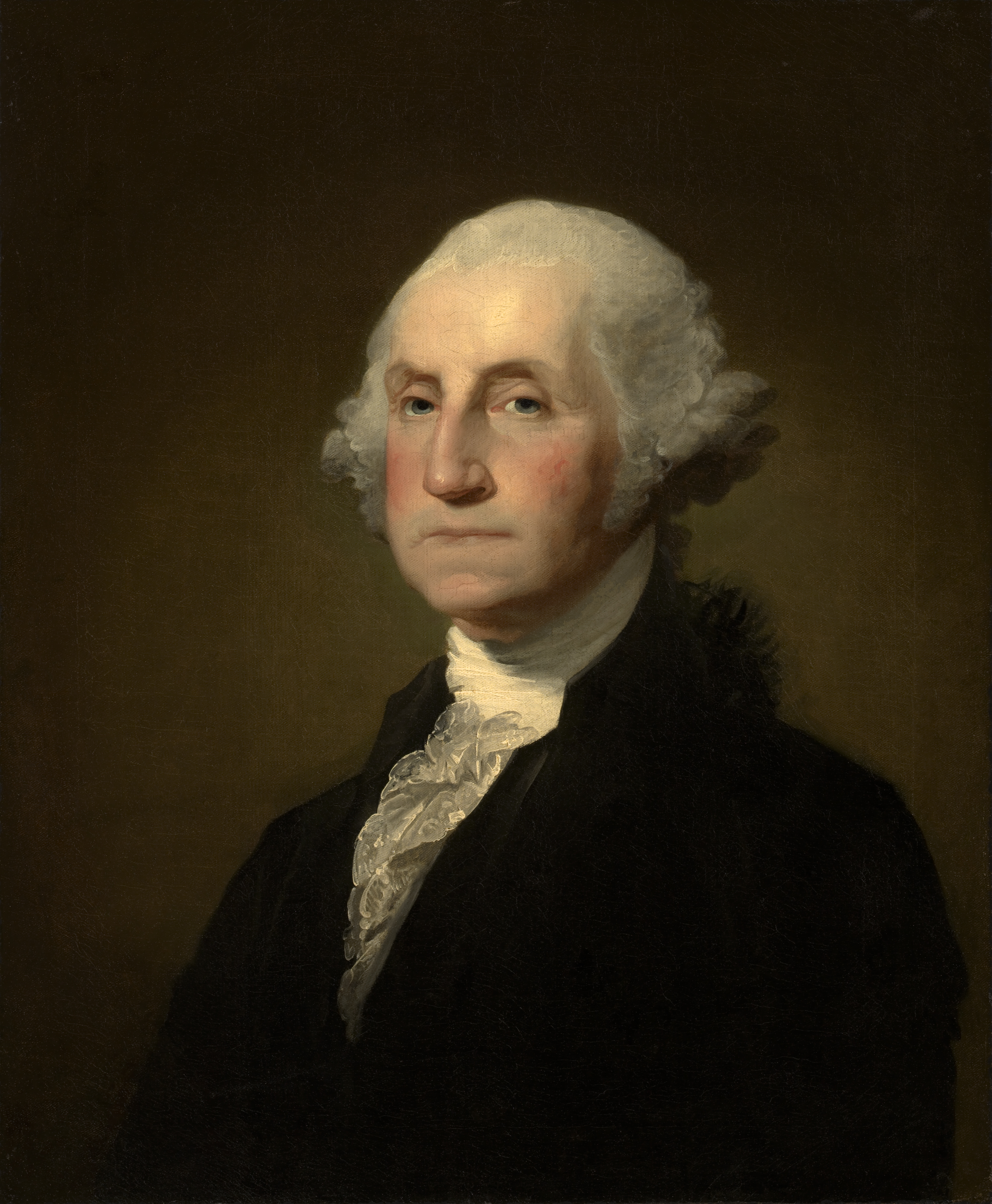
Portrait posthume de George Washington (1846).

En 1783, le traité de Paris met un terme à la guerre et reconnaît l'indépendance des États-Unis d'Amérique.
La Constitution de 1787 instaure pour la première fois un gouvernement fédéral fondé sur un partage des compétences entre État fédéral et États fédérés. L'État fédéral est souverain pour la politique extérieure, la défense, le commerce extérieur ou entre les États. Tout ce qui n'est pas expressément délégué à l'État fédéral, comme la justice, la protection des droits individuels, l'instruction, est du ressort des États fédérés. Les Américains sont à la fois citoyens de leur État et de l'État fédéral ; ils participent donc à la vie politique des deux instances. Les Pères fondateurs ont délibérément laissé aux États une place de prédilection pour ménager les défenseurs de la souveraineté étatique.
La répartition des pouvoirs est conçue selon une séparation stricte. L'exécutif est confié à un président, élu pour quatre ans, rééligible, et d'un vice-président, élu sur le même ticket. Les secrétaires (ministres) doivent être choisis hors du législatif. Le président est à la fois chef de l'État et du gouvernement, commandant en chef de l'armée et des milices des États ; il nomme les ambassadeurs, conclut les traités et promulgue les lois.
Le pouvoir législatif appartient au Congrès, composé du Sénat et de la Chambre des représentants. Le Sénat représente les États. Chaque État, quelle que soit sa taille ou sa population, élit deux sénateurs, élus pour six ans et rééligibles par tiers tous les deux ans. La Chambre des représentants représente les citoyens. On compte à l'origine un représentant, pour deux ans, pour 30 000 citoyens. Ce système est issu d'un compromis entre grands et petits États, ces derniers craignant d'être écrasés par les États les plus peuplés. Le Congrès vote les impôts, établit le budget, propose les lois au président qui les signe, approuve les traités, à condition qu'une majorité des deux tiers se soit prononcée au Sénat. Le pouvoir judiciaire est confié à une Cour suprême qui doit garantir les droits des individus et interpréter la Constitution américaine. Le pouvoir judiciaire est supérieur aux deux autres dans la mesure où les actes de l'exécutif ou du législatif peuvent lui être soumis.
Pour entrer en application, le texte doit être ratifié par neuf États, ce qui est, une reconnaissance du rôle politique des États fédérés et même une acceptation de la pluralité de la nation américaine perçue comme une composition d’entités différentes. À l’issue de la ratification, trois États (le Rhode Island, la Virginie et New York) ont introduit des clauses leur réservant le droit de reprendre, le cas échéant, les pouvoirs qu’ils venaient de déléguer. La stabilité constitutionnelle est due au fait que toute modification de la Constitution doit avoir l’approbation des 3/4 des États.
En accordant aux Américains leur indépendance, les Britanniques leur concèdent les territoires de l'Ouest, soit un vaste espace allant des Grands Lacs à la Floride et bordé à l'Ouest par le Mississippi. Les États choisissent de les abandonner à l'État fédéral. L'ordonnance du Nord-Ouest (1787) fixe un cadre pour l'évolution de ces terres et pour le territoire américain. Ces régions obtiennent le statut de Territoire dès qu'il s'y trouve 5 000 hommes libres et adultes. Dès qu'un quorum de 60 000 citoyens est atteint, elles acquièrent le statut d'État, avec les mêmes droits que les treize États fondateurs. Cette charte de l'Ouest produira rapidement ses premiers effets. Le Kentucky entre dans l'Union en 1792, le Tennessee en 1796.

## De l'élection du premier président à la fin de la guerre de Sécession

### Les bases de la politique américaine

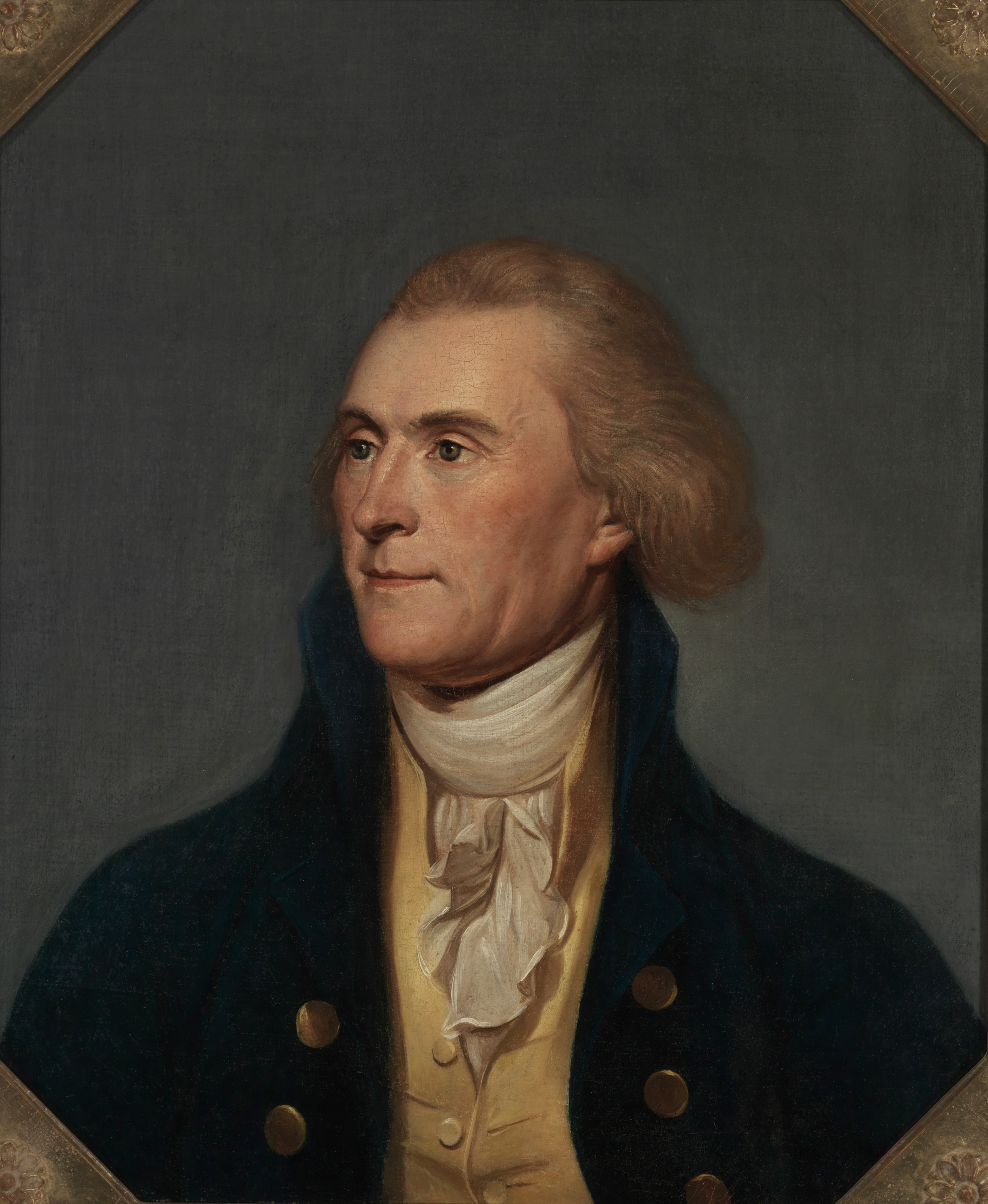
Thomas Jefferson par Charles Willson Peale.

Le 4 mars 1789, George Washington est élu président, inaugurant une nouvelle période dans l'histoire des États-Unis. L'interprétation de la constitution américaine donne naissance à deux écoles de pensée qui s'opposent sur le partage des compétences entre les États et l'État fédéral. Il en découle la formation des premiers partis politiques. La première école pense qu'il faut renforcer le pouvoir fédéral d'où son nom de « fédéraliste ». Elle suggère que l'État ne peut se passer d'un exécutif efficace. Les fédéralistes, pour la plupart d'origine aristocratique, se méfient du peuple. Leur chef de file est Alexander Hamilton, secrétaire au Trésor du cabinet formé par George Washington. Le second courant de pensée regroupe les républicains qui défendent l'idéal d'une république de petits propriétaires, libres et égaux, ne devant rien à personne. Attachés à la liberté individuelle, ils se méfient du pouvoir central. Ils sont les défenseurs farouches du droit des États fédérés. Ils ont comme porte-parole Thomas Jefferson, le premier secrétaire d’État de l'Union. Pendant la Révolution française, la sympathie des fédéralistes et de George Washington va au Royaume-Uni alors que celle des républicains va aux révolutionnaires français. La dernière recommandation du premier président des États-Unis est de tenir la jeune nation à l'écart des querelles européennes, conseil suivi pendant plus d'un siècle.

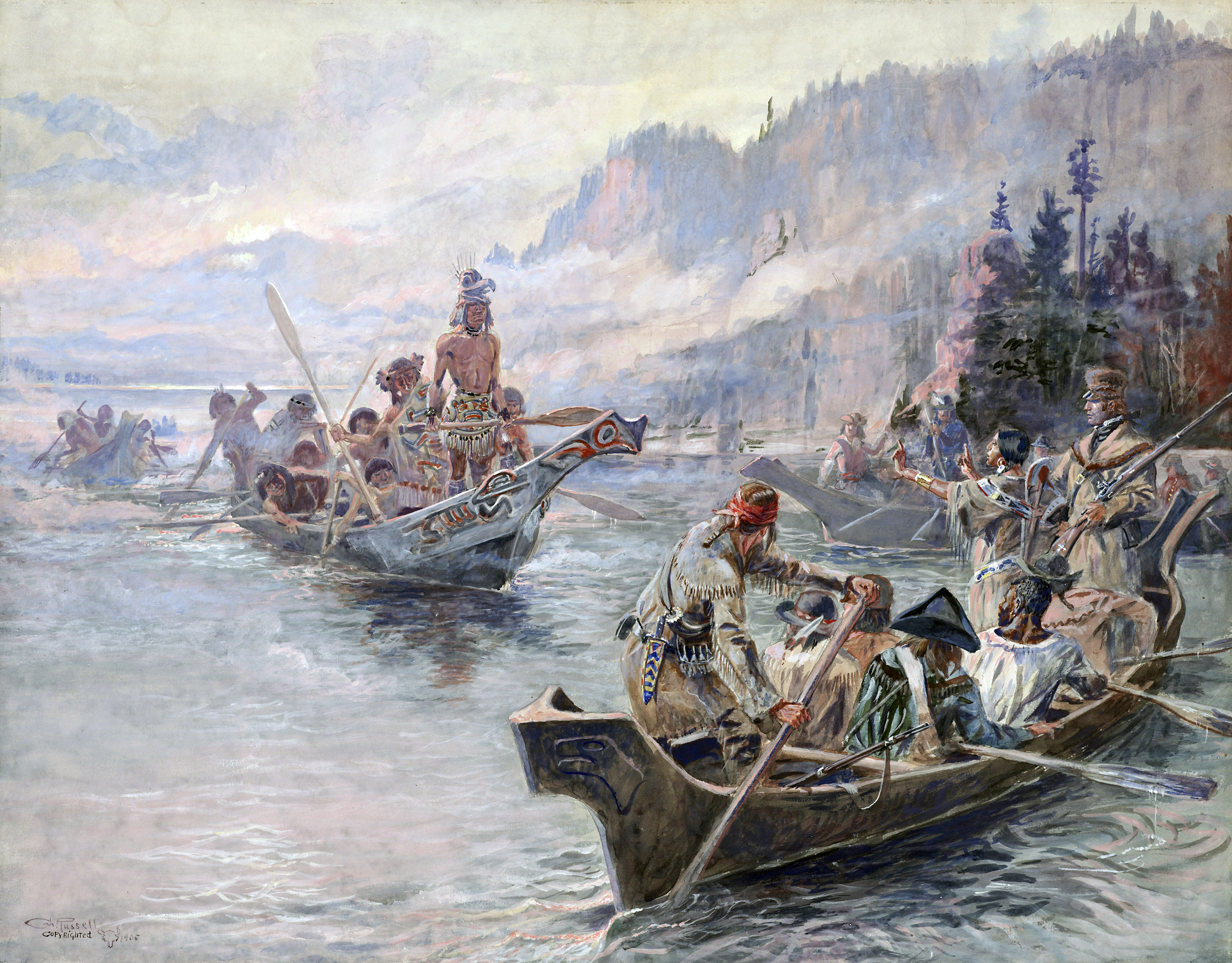
Lewis et Clark sur la rivière Columbia, peint par Charles Marion Russell

Sous la présidence de John Adams (1797-1801), un fédéraliste, a lieu la quasi-guerre avec la France (1798-1800). Le républicain-démocrate Thomas Jefferson devient ensuite président des États-Unis de 1801 à 1809. Sous ses deux mandats, le gouvernement est transféré dans la nouvelle capitale fédérale, Washington, construite à cet effet. En 1803, la France vend la Louisiane aux États-Unis pour 15 millions de dollars, ce qui permet le doublement du territoire de l'Union. La Nouvelle-Orléans permet aux nouveaux États situés le long du Mississippi d'avoir un débouché maritime. Les explorateurs Lewis et Clark découvrent les affluents de la rive droite du Mississippi avec l'aide de l'armée fédérale. L'Ohio entre dans l'Union. Les institutions sont acceptées par tous et les luttes de partis s'apaisent. James Madison (1809-1817) et James Monroe (1817-1825) sont tour à tour élus à la présidence. Cependant, des conflits passionnés opposent les factions et les régions sur le plan du développement économique et de l'esclavage.
En 1812, éclate une guerre contre le Royaume-Uni qui dure jusqu'en 1815. Appelé aussi la seconde guerre d'indépendance, elle est causée par la volonté britannique d'interdire le commerce entre les États-Unis et la France, et par le blocus britannique le long des côtes américaines. Les États-Unis décident donc de déclarer la guerre en envahissant le Canada britannique, pensant profiter de l'importante mobilisation britannique sur le front européen (campagne de Russie de Napoleon). Madison veut faire respecter le droit de neutralité. Les Américains dirigés par le général Andrew Jackson, battent un corps expéditionnaire britannique à La Nouvelle-Orléans, le 8 janvier 1815. En 1819, l'Espagne cède la Floride aux États-Unis. En 1823, Monroe édicte les principes de son administration dans un message au Congrès, auxquels on donnera plus tard le nom de « doctrine Monroe ». Les États-Unis s'interdisent de se mêler des affaires européennes mais, en retour, demandent aux puissances européennes de s'abstenir de toute intervention dans les affaires du continent américain. De plus, ils considéreraient comme inamicale toute action européenne contre un gouvernement américain ayant proclamé son indépendance. Cette déclaration porte en elle le panaméricanisme et la légitimation de l'hégémonie américaine sur le reste du continent.
Andrew Jackson devient président en 1828. Cet homme du peuple incarne la poussée des nouveaux États. Il met en place le spoils system. Sous sa présidence les constitutions des États achèvent de se démocratiser, l'école et la presse connaissent un véritable développement.

### L'expansion vers l'Ouest

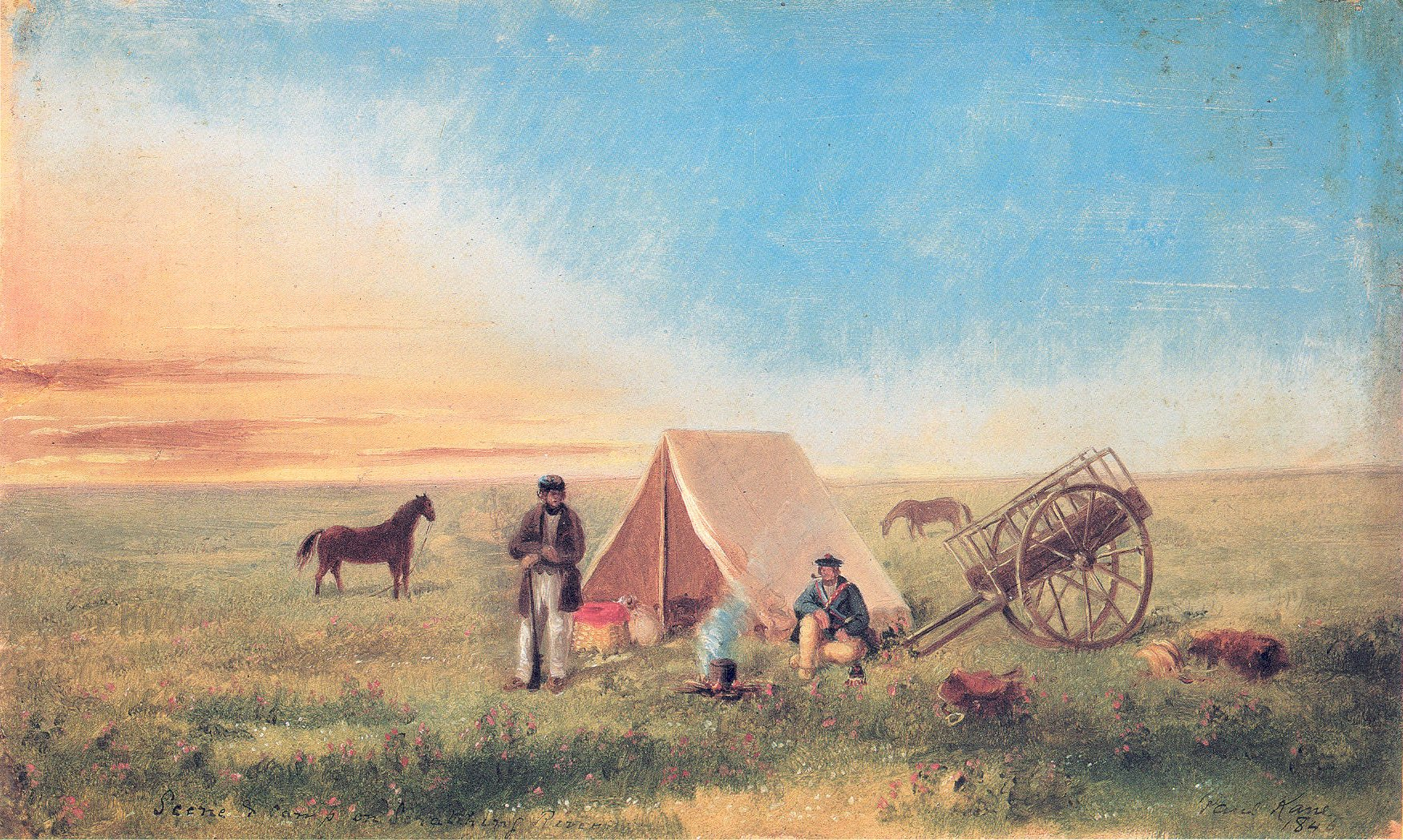
Paul Kane, Camping on the prairie, huile sur papier, imprimée en 1846. La scène montre Paul Kane (1810-1871) accompagné de son guide dans les Grandes Plaines du Dakota.

Le territoire américain s'est considérablement agrandi depuis la présidence de Washington. Le pays compte déjà 5 millions d'habitants en 1810. La colonisation vers l’ouest franchit le Missouri après 1840. C'est à ce moment que l'idée du « destin manifeste » voit le jour; les États-Unis sont destinés à s'étendre de l'Atlantique à l'océan Pacifique. En 1846, le Royaume-Uni cède l'Oregon aux États-Unis. C'est la première fenêtre américaine sur l'océan Pacifique. Depuis le Mississippi et le Missouri, les pionniers suivent la piste de l'Oregon dans leurs chariots, une route de plus de 3 000 kilomètres. En 1846, les Mormons s'installent près du Grand Lac Salé et bâtissent Salt Lake City, dans l'Utah. La guerre américano-mexicaine se termine en 1848 par l'annexion du Texas, de l'Utah, du Colorado, d'une partie de l'Arizona et de la Californie quelques semaines avant la découverte de fabuleux gisements d'or dans cette région. En quelques mois, près de 80 000 migrants y affluent attirés par la fièvre de l'or, vite déçus, car les principaux gisements sont déjà exploités. En 1853, l'annexion de nouveaux territoires permet d'améliorer les communications entre le Texas et la Californie. De 1803 à 1853, les États-Unis ont triplé leur superficie qui atteint désormais 7 millions de km2 d'un océan à l'autre. Ces nouveaux territoires, au climat semi-aride, attirent principalement les chercheurs d'or, 100 000 candidats pour le Colorado en 1859.
Les pionniers évincent les Indiens à mesure de leur marche vers l'ouest. À partir de 1820, le secrétaire à la Guerre, John Caldwell Calhoun, applique une politique de déplacement des tribus. Jackson, devenu président, poursuit cette politique. Les Indiens, peu nombreux et peu organisés, sont incapables de contenir le flot des immigrants. Ils sont transférés dès 1826 à l'ouest du Mississippi. En 1834, une réserve indienne est créée dans la région aride de l’Oklahoma. Parmi les Indiens déportés en Oklahoma, on peut citer les Cherokees déplacés en 1835, dont nombre moururent de maladies et de privations sur la « Piste des Larmes ».
Les terres vierges ainsi conquises deviennent la propriété du gouvernement fédéral. Elles sont mises en vente à un très bas prix, un dollar l'acre. L'administration autorise même ceux qui n'ont pas les moyens d'acheter des terres à occuper des parcelles à titre gracieux. Quand celles-ci sont mises en vente, ils peuvent se porter acquéreur s'ils le peuvent, ou bien demander des indemnités au nouveau propriétaire en échange des travaux de défrichement qu'ils ont effectués. Ceux qui s'installent dans les terres de l'Ouest sont majoritairement des Américains de souche venus des terres pauvres de Nouvelle-Angleterre, des Carolines et de Virginie. Ils sont, en quelque sorte, les rudes héritiers des pèlerins du Mayflower. Les nouveaux États n'ont pas à tenir compte d'une organisation sociale ou de privilèges anciens. Ils se dotent pour la plupart d'institutions démocratiques où le suffrage universel est la règle. Pour relier entre eux les États, le gouvernement fédéral développe les moyens de communication par la construction de canaux, de lignes de chemin de fer. Dès 1860, le "Pony Express" transporte en 10 jours le courrier du Missouri à la Californie.
En 1859, la découverte des plus importants filons d'argent de l'histoire rend ce métal surabondant, lui faisant perdre sa valeur monétaire, mais provoque l'afflux d'aventuriers dans le Nevada, sur le Comstock Lode.

### L'opposition entre le Sud et le Nord

#### Les oppositions économiques
À partir de 1830, l'entente entre le Nord et le Sud est remise en cause. Plusieurs facteurs contribuent à l'éloignement des deux régions. Le Nord-Est de l'Union s'industrialise rapidement, protégé par des tarifs douaniers élevés. Les États du Sud sont pour leur part restés essentiellement agricoles. Ils ne disposent en 1860 que de 10 % du potentiel industriel du pays. Le coton est progressivement devenu une monoculture à partir du début du XIXe siècle. Il est pour l'essentiel vendu aux manufactures britanniques. Alors que 75 % des habitants libres du Sud et du Sud-Ouest n'ont pas d'esclaves, les petits propriétaires s'identifient et soutiennent les riches planteurs. Les aristocrates du Sud préfèrent acheter les produits raffinés venus d'Europe plutôt que ceux produits sur le sol américain. Ils tiennent au libre-échange et sont hostiles aux tarifs douaniers concédés par le Congrès aux manufacturiers du Nord. L'antagonisme sur les tarifs douaniers fait resurgir le débat entre les partisans du droit des États et ceux de l'État fédéral. John Caldwell Calhoun, alors vice-président, se fait le porte parole des Sudistes et théorise la nullification, soutenant qu’une minorité (un État par exemple) est en droit de se protéger contre la décision d’une majorité (le pays) en annulant (nullify) les lois qu’il juge contraire à sa propre législation. En 1832, la théorie de Calhoun est mise en pratique par l’État de Caroline du Sud qui déclare anticonstitutionnels les tarifs douaniers prohibitifs votés par le Congrès. En riposte, Jackson envoie des navires de guerre à Charleston, en novembre 1832. Il met en place une nouvelle législation accordant à l’État fédéral des pouvoirs accrus en cas de refus de la part d'État de payer des impôts au Trésor. En février 1833, Calhoun dénonce alors la « tyrannie jacksonienne » mais réussit à convaincre l’assemblée de Caroline du Sud de renoncer à la nullification et de ne pas s’engager dans la voie de la sécession. Le sénateur Henry Clay propose sa médiation et fait voter un nouveau tarif douanier présenté en 1833 prévoyant de réduire progressivement tous les droits de douane afin qu’en 1842 les taxes sur toutes les marchandises soient ramenées au niveau de 1816.

#### La question de l'esclavage

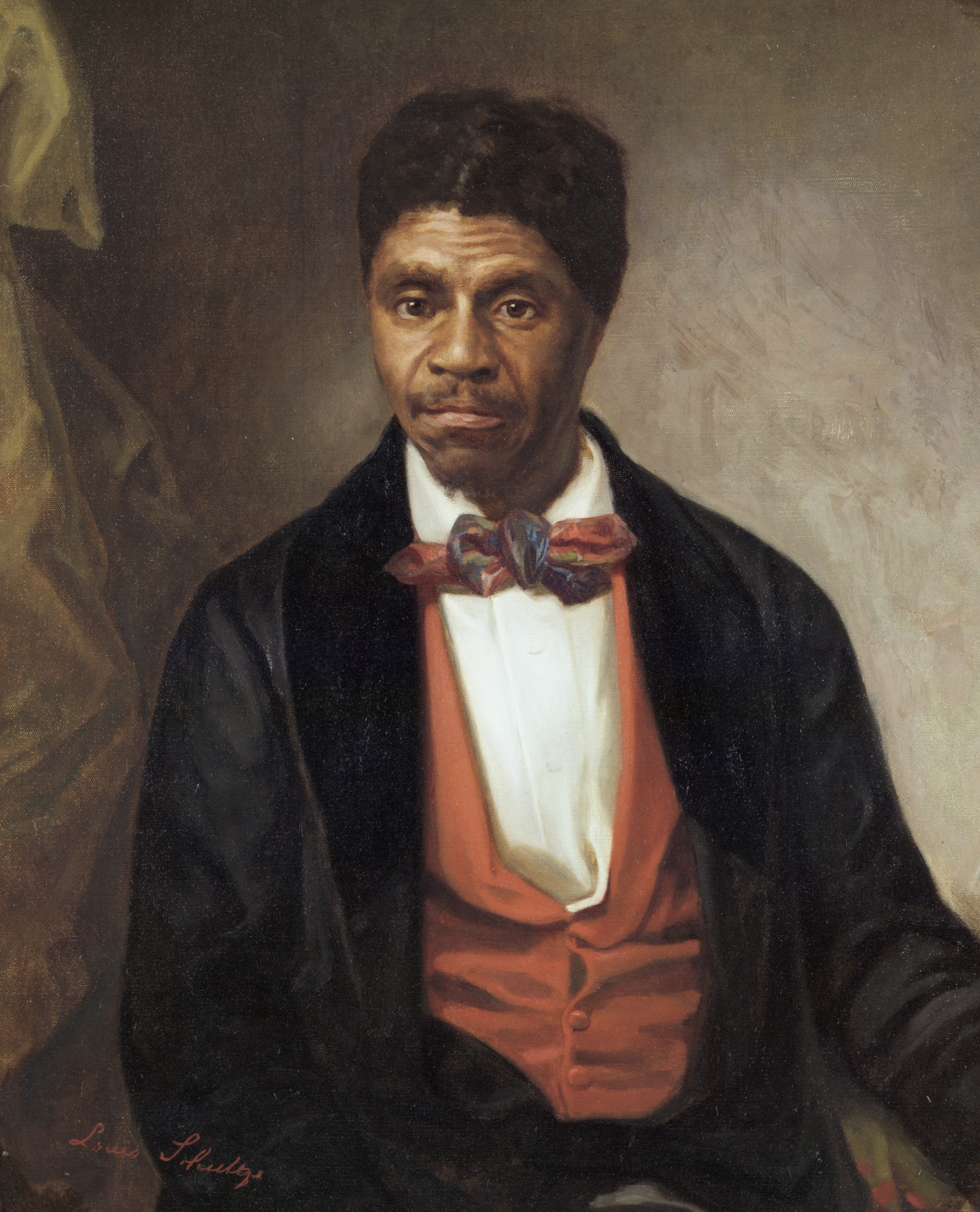
Dred Scott de Scott v. Sandford (1857)

Dès 1787, les Pères fondateurs s'étaient posés la question de l'abolition de l'esclavage, mais jugeant l'esclavage comme une forme de propriété, ils n'avaient rien statué. En 1807, l'abolition de la Traite, décidée dès 1787, entre en vigueur. Mais l'esclavage ne disparait pas. Au contraire, il se développe. « L'élevage d'esclaves » remplace alors la traite car la culture de coton exige une main-d'œuvre nombreuse. L'esclavage devient la clé de voûte de l'économie sudiste et du maintien de son art de vivre.
Dans le Nord, le public commence à s'émouvoir d'un état de fait qui contredisait les grands principes de la constitution. Les abolitionnistes, qui passaient au départ pour des exaltés, gagnent peu à peu des pans entiers de l'opinion, notamment dans les Églises. Les esclavagistes sont sur la défensive, le Royaume-Uni en 1833, la France en 1848, abolissent l'esclavage. Après l'immense succès de La Case de l'oncle Tom d'Harriet Beecher Stowe, publiée en 1852, le débat entre abolitionnistes et esclavagistes fait rage. Les esclavagistes défendent le droit des États à se prononcer sur un problème qui les concernent et qui touchent leurs intérêts supérieurs.
La question de l'esclavage donne naissance à une compétition entre le Sud et le Nord au sujet des territoires de l'Ouest. Les planteurs du Sud ont faim de terres pour cultiver le « roi coton » (king cotton) toujours plus demandé mais qui épuise les terres. Ils s'installent dans l'Arkansas et dans le Missouri. Ils cherchent à faire adopter par ces nouveaux États des constitutions légalisant l'esclavage. Mais pour les habitants du Nord, l'esclavage aurait comme conséquence la disparition des fermiers libres. Le problème devient important au niveau fédéral, car chaque nouvel État envoie deux sénateurs à Washington D.C.. Des compromis successifs sont trouvés. En 1820, l'admission du Missouri comme État esclavagiste est compensée par celle du Maine, État libre. La limite entre les États libres et les États esclavagistes est ensuite fixée à 36°30' de latitude nord. Les États entrent par couple dans l'Union, maintenant ainsi le statu quo. Mais la Californie, pourtant située au Sud du parallèle fatidique, entre dans l'Union en tant qu'État libre. L'équilibre est remis en cause. En 1854, à l'instigation du Sénateur Douglas, il est décidé que chaque État choisirait lui-même son statut. Chacun des deux camps envoie des flots d'immigrants dans les deux prochains territoires devant entrer dans l'Union, le Kansas et le Nebraska. Les partis politiques se recomposent en fonction du problème. En 1854, un nouveau parti, le Parti républicain voit le jour. Son programme est de contenir l'esclavage à défaut de l'abolir et maintenir l'Union. Mais les passions sont telles que la Sécession du Sud s'annonce. 

Abraham Lincoln

Alors que les esprits sont échauffés de part et d'autre, la campagne pour élire le successeur de James Buchanan revêt une importance capitale. Quatre candidats s'affrontent au lieu des deux habituels. Le parti démocrate présente deux candidats. Ceci fait le jeu du jeune parti républicain qui parvient à placer en tête son candidat, l'avocat de l'Illinois, Abraham Lincoln. Il devient président des États-Unis avec 40 % des voix. Sans même attendre son entrée en fonction, la Caroline du Sud sort de l'Union le 20 décembre 1860, suivie de plusieurs États. Ces derniers constituent, en février 1861, un nouvel État indépendant, les États confédérés avec Jefferson Davis comme président et Alex Stephens de Georgie comme vice-président. Le 12 avril 1861, l'artillerie sudiste tire sur Fort Sumter, une forteresse fédérale située près de Charleston. La guerre de Sécession commence.

### La guerre de Sécession (1861–1865)
La guerre de Sécession tient une place fondamentale dans l'histoire des États-Unis. Elle divise encore les esprits. Jusqu'aux environs de 1910-1920, les historiens pensent que l'esclavage est la raison principale du départ de l'Union du Sud. Celui-ci pensait ne pouvoir survivre sans cette institution. L'historien Allan Nevins a montré que plusieurs facteurs ont joué simultanément : les progrès de l'abolitionnisme, le fanatisme et l'incompréhension. La guerre est ainsi le résultat d'un long divorce résultant à la fois de différences économiques, d'oppositions sociales, d'une incompréhension intellectuelle et de faux calculs sur les intentions de l'adversaire.

#### Le conflit
Dès le début, la lutte semble inégale. Face aux onze États du Sud peuplés par 9 millions d'habitants, se dressent 23 États (bientôt 25) peuplés de 25 millions d'hommes. Le Nord possède tous les grands centres industriels et les principaux ports. Ses ressources financières sont considérables. Le Sud a une économie surtout agricole. La présence de trois millions d'esclaves laisse surgir le spectre de la révolte servile pendant tout le conflit. Mais les Sudistes, excellents militaires, ont l'impression de lutter pour leur survie et jettent toutes leurs forces dans la bataille. Ceci leur permet de résister et de retarder de plusieurs années l'échéance inéluctable, à savoir la victoire du Nord. La guerre de Sécession est aussi considérée comme la première guerre moderne : recours massif aux transports ferroviaires, au télégraphe, adoption du fusil rayé qui décuple la puissance et la précision du tir, chargement des canons par la culasse, emploi d'armes à répétition, nouvelles formes de défense, tranchées, remblais de sacs de terre.

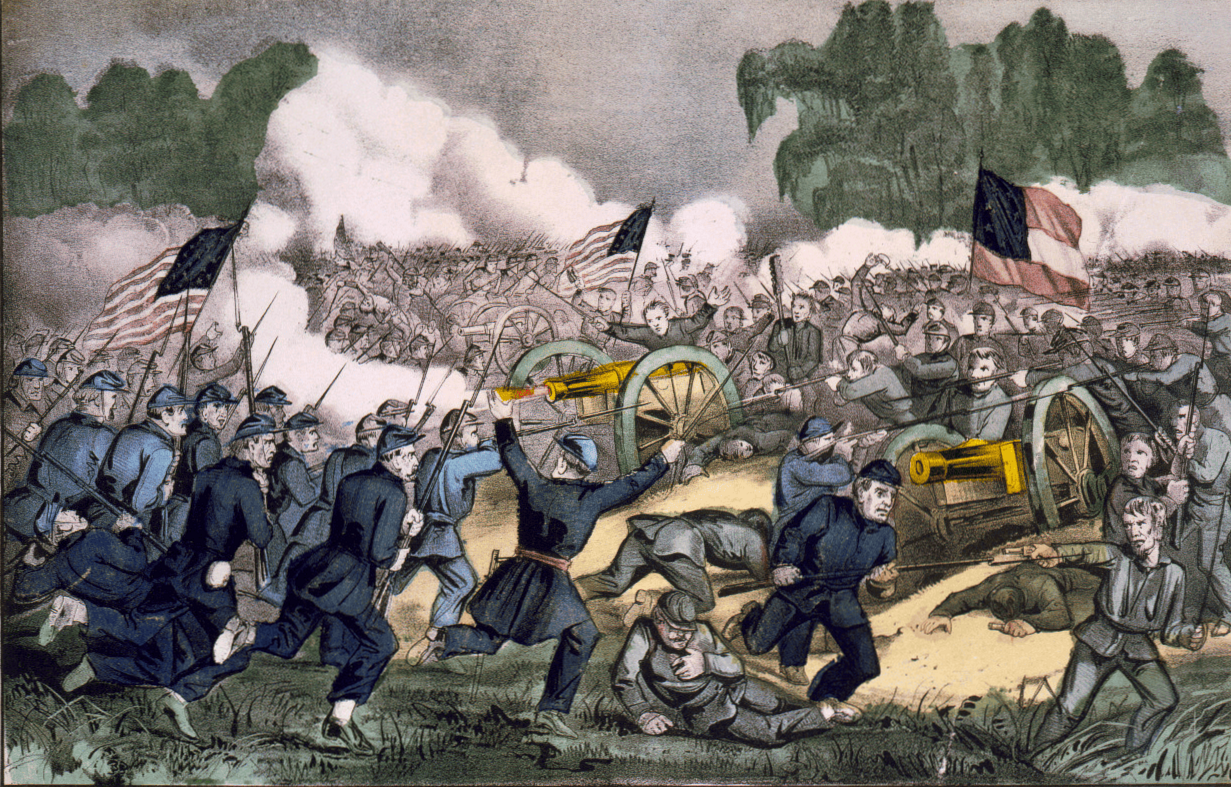
Bataille de Gettysburg

Les opérations militaires se déroulent sur trois fronts : en premier lieu sur le front de l'est, en Virginie, dans le Maryland et en Pennsylvanie. Chacun des belligérants tente de s'emparer de la capitale adverse. Les batailles sont longues et sanglantes comme celles de Fredericksburg et surtout de Gettysburg en juillet 1863 sans qu'aucun des camps ne l'emporte définitivement. Sur le front du sud, La Nouvelle-Orléans tombe le 1er mai 1862. Le Sud est privé du Mississippi, voie essentielle pour son ravitaillement, alors que le réseau ferré est peu développé dans la Confédération. 
Dans la seconde partie du conflit le front de l'ouest devient le théâtre principal des opérations. Le général Sherman entreprend un mouvement pour prendre à revers les confédérés. Après la chute de Vicksburg sur le Mississippi, le 1er juillet 1863, et du nœud ferroviaire de Chattanooga au Tennessee, Atlanta tombe le 2 septembre 1864. De Savannah, prise le 21 décembre 1864, Sherman se dirige vers le nord. Le général Grant reçoit la reddition de Lee à Appomattox le 9 avril 1865. En tout, 175 000 hommes déposent les armes, mais aucunes représailles ne sont exercées. La guerre a causé 500 000 morts dans les deux camps, dont plus de la moitié est décédée des suites de maladies contractées à l'armée.

#### Conséquences et séquelles du conflit
La première conséquence de la guerre de Sécession est l'abolition de l'esclavage. Ce dernier n'est pas aboli dès le début du conflit. En effet, trois États esclavagistes sont restés dans l'Union, le Maryland, le Missouri et le Kentucky ; Lincoln, soucieux en premier lieu de préserver l'Union, veut les ménager. Les mesures d'émancipation sont donc progressives. Après avoir interdit l'esclavage dans le district de Columbia et dans les Territoires, le président annonce en septembre 1862, l'émancipation des esclaves dans les États rebelles à dater du 1er janvier 1863. Puis, le treizième amendement, en décembre 1865, qui supprime l'esclavage sur tout le territoire américain. Mais rien n'est prévu pour intégrer les Noirs à la société américaine. En effet, seule une minorité d'Américains, les radicaux, pensent que les Noirs sont les égaux des Blancs et doivent avoir des droits politiques. Certes, les quatorzième et quinzième amendements, adoptés en 1868 et 1870, garantissent à tous les citoyens américains des droits égaux et la protection de la loi. Mais ils ne profitent pas aux Noirs. Un Bureau des réfugiés, affranchis et terres abandonnées est bien créé en 1865 pour reclasser les Noirs chassés des plantations ou sans travail, mais la corruption et le favoritisme rendent l'action du Bureau inefficace. Un travail efficace est cependant mené pour la scolarisation des enfants noirs. Mais les Noirs arrivés en masse dans les villes se retrouvent sans emploi et ceux restés à la campagne deviennent des métayers au sort misérable.
Sur le plan politique, il s'agit de réintégrer les États rebelles dans l'Union. Lincoln partisan de la clémence, avait demandé que les États retrouvent leur place dès que 10 % des citoyens auraient prêté un serment d'allégeance à l'Union. Les républicains radicaux, dirigés par Thaddeus Stevens et Charles Sumner, obtiennent le vote d'une loi plus sévère fixant le seuil à 50 %. Mais à la fin de la guerre, les attentats politiques se multiplient. Lincoln est assassiné par John Wilkes Booth, au théâtre Ford, le 14 avril 1865. Le général Grant et le secrétaire d'État Seward échappent de peu à un attentat. Le successeur de Lincoln, Andrew Johnson, partisan d'une politique de réconciliation accorde son « pardon » à tous les États rebelles et entérine toutes les constitutions des États, même celles où règnent des « codes noirs ». La lutte entre le président et le congrès, dominé par les radicaux est alors sans merci. Le congrès impose la rédaction de nouvelles constitutions qui doivent recevoir son approbation a posteriori. Il cherche à imposer le droit de vote des Noirs à un sud hostile.
La reconstruction alors est l'occasion de prendre une revanche sur les États du Sud, occupés militairement par les nordistes. Le pouvoir est confisqué par les carpet-baggers, des nordistes sans scrupule venus s'enrichir dans le Sud et les scalawags, des renégats sudistes. Pendant une courte période, des Noirs se retrouvent à des postes politiques et administratifs. Les anciennes élites sont écartées de la vie publique. Elle comporte aussi des aspects positifs puisque les carpet-baggers et les scalawags entreprennent aussi de combler le fort retard économique du Sud en construisant entre autres des voies de chemin de fer. La résistance à la reconstruction prend plusieurs aspects ; une forme violente avec la naissance de sociétés secrètes racistes comme le Ku Klux Klan ou les Chevaliers au camélia blanc; le refus de payer des impôts empêchant les gouvernements locaux de mener à bien leur politique en faveur de l'égalité des droits. La reconstruction a laissé une certaine amertume chez des Blancs sudistes. Dès 1868, le Nord commence à se désintéresser du Sud. Il laisse peu à peu le pouvoir aux « démocrates bourbons », des hommes d'affaires du Sud bien décidés à industrialiser la région. Républicains et démocrates bourbons entretiennent de bonnes relations et trouvent des accords politiques.

## De 1865 à 1918

### L'âge d'or (1865–1901)

#### L'expansion territoriale

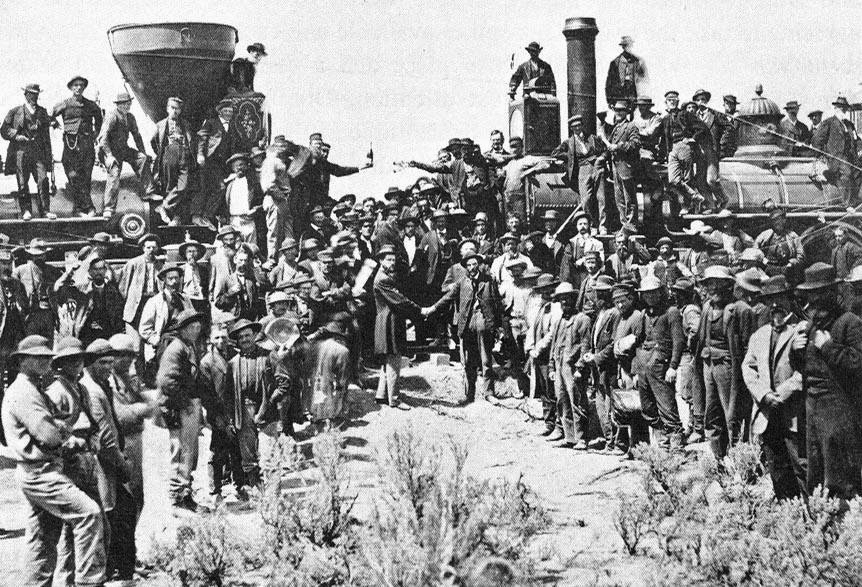
Célébration de la jonction du premier chemin de fer transcontinental à Promontory Summit.

En 30 ans, les Américains réalisent leur « destinée manifeste » et prennent possession de l'immense territoire situé à l'Ouest du Mississippi au détriment des Indiens. Grâce au développement des lignes de chemin de fer, ranchers et farmers nourrissent le continent.
La conquête de l'Ouest s'accompagne comme dans la première moitié du XIXe siècle de la spoliation des Indiens. Le gouvernement fédéral retire aux Indiens des terres précédemment concédées par un traité, ce qui provoque de nombreuses révoltes. En 1867, le congrès décide de concentrer les indiens dans deux réserves, les « collines noires » dans le Dakota et l'Oklahoma. En 1871, il renonce à la politique des traités qui de toute façon sont toujours violés. La volonté de pacification du Congrès n'empêche pas les guerres indiennes de continuer. En 1874 et 1875, les indiens de la Red River engagent 14 batailles contre l'armée. Malgré quelques victoires éclatantes comme celle de Little Big Horn en 1876, les Indiens ne peuvent résister. L'extermination des bisons, la poussée des colons, les massacres de l'armée ont raison d'eux. Les autorités tentent de pratiquer alors une politique d'assimilation. Elles s'en prennent à la propriété collective traditionnelle et obligent à partir de 1887 les Indiens à recevoir une part de terres tribales, le reste revenant à l'État fédéral.
La construction de voies ferrées transcontinentales permet de surmonter l'obstacle des distances géographiques. La réalisation du premier chemin de fer transcontinental, l'Union Pacific-Central Pacific, en 1869, entre Omaha et San Francisco, marque une date importante dans la conquête de l'Ouest. D'autres lignes transcontinentales sont achevées avant la fin du XIXe siècle : le Great Northern entre Saint-Paul et Seattle en 1893, le Northern Pacific de Chicago vers le Nord-Ouest en 1881, l'Atchison, Topeka and Santa Fe entre Kansas City et Los Angeles et San Francisco la même année, le Southern Pacific de La Nouvelle-Orléans à Los Angeles en 1883. Les compagnies de chemin de fer sont les grandes bénéficiaires de la ruée vers l'Ouest. En effet, dès 1862, le congrès leur concède dix sections alternées, soit 640 acres de part et d'autre de la ligne à construire. Entre 1850 à 1871, les compagnies de chemin de fer reçoivent 181 millions d'acres en tout. Elles les revendent avec un important bénéfice aux agriculteurs.

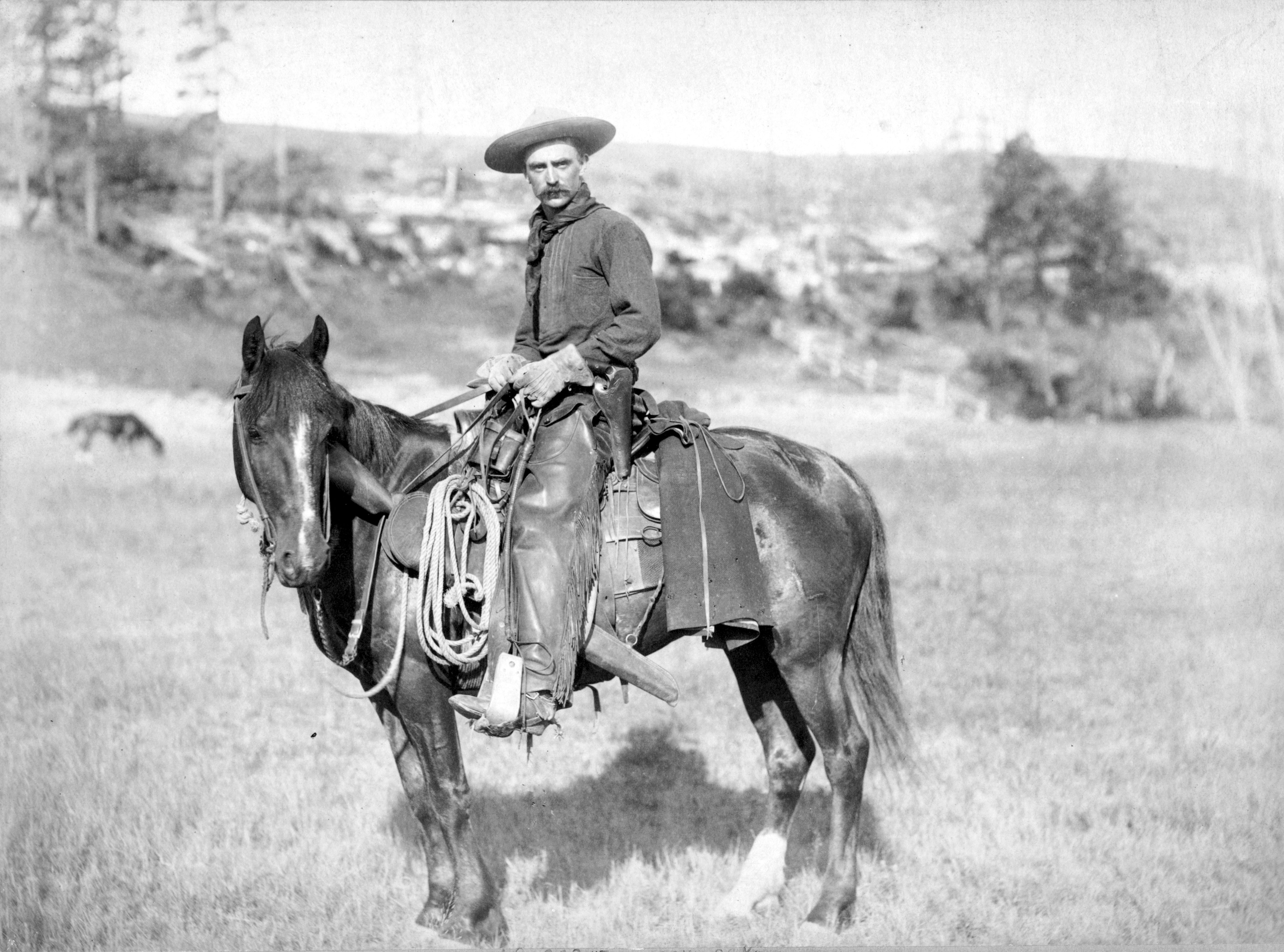
Un cowboy, symbole de la conquête de l'ouest (1887).

En pleine guerre de Sécession, en 1862, Lincoln signe le Homestead Act. Il permet à chaque famille pouvant justifier qu'elle occupe un terrain depuis 5 ans d'en revendiquer la propriété privée, et ce dans la limite de 160 acres, soit 65 hectares. Si la famille y vit depuis au moins 6 mois, elle peut aussi sans attendre acheter le terrain à un prix relativement faible de 1,25 dollar par acre. Cette loi ne sera pas étendue aux Noirs après leur émancipation. Pourtant de 1867 à 1885, les terres de l'Ouest ne sont pas occupées par les farmers mais par des éleveurs de bovins. C'est au Sud du Texas qu'apparaissent les premiers grands troupeaux. Les éleveurs peuvent réaliser des bénéfices importants en vendant leurs bêtes sur les marchés du Nord. Ceci explique les grandes transhumances des lieux d'élevage aux gares situées plus au Nord, à Abilene ou à Wichita. Mais les bêtes perdent du poids pendant le voyage. Les éleveurs prennent l'habitude d'acheter le bétail au Texas et de l'engraisser dans les grandes plaines, plus au Nord, au plus près des gares. Le Wyoming, les deux Dakota et le Montana deviennent ainsi des vastes zones de pâture. Les rigueurs de l'hiver 1886-1887, en tuant un grand nombre de bovins, mettent fin à l'empire du bétail et à la période des pionniers du Far West. Les fermiers s'installent progressivement, entourant leurs parcelles de barbelés et repoussant les troupeaux plus à l'Ouest. Le dry farming et l'utilisation de blés durs permettent à ces régions semi-arides d'obtenir une forte productivité.
En 1890, la fin de la frontière, c'est-à-dire du front de colonisation, est proclamée. Cette nouvelle provoque un choc dans l'opinion publique américaine. La conquête de l'Ouest a eu comme conséquence l'augmentation considérable du nombre des agriculteurs, alors que leur nombre diminue ailleurs, celui de la surface cultivée, le triplement de la production agricole. Les États-Unis deviennent le premier producteur mondial de coton, de céréales et de bovins.

#### L'industrialisation et ses conséquences

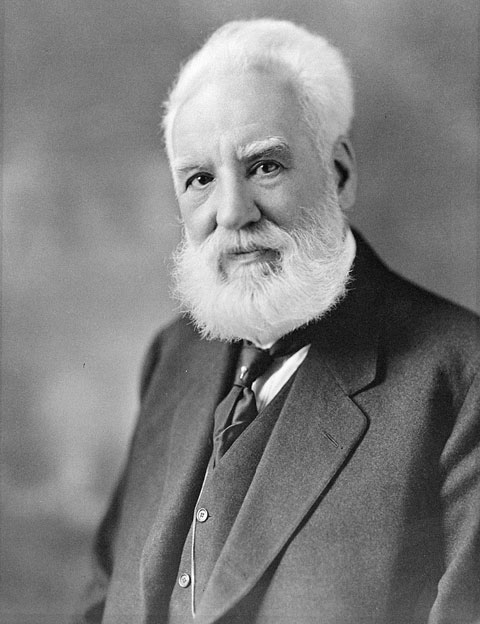
Alexander Graham Bell.

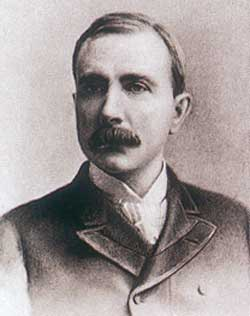
John D. Rockefeller.

Certains traits propres aux États-Unis expliquent la vigueur de l'industrialisation. La rareté de main-d'œuvre a comme conséquence une mécanisation et une standardisation précoce. Les innovations techniques et l'emploi de machines-outils y sont donc plus importants qu'ailleurs. Entre 1860 et 1890, le nombre de brevets déposés passe de 5 000 à 25 000. Plus vite qu'en Europe, les produits sont destinés au grand public et non à l'élite. Le téléphone, dont l'invention est alors attribué à Alexander Bell, est diffusé à un million d'exemplaires en 1900. Les industriels du Nord ont fait adopter par le congrès des droits de douane exorbitants : 47 % en moyenne sur les importations. Enfin, la forte augmentation de la population permet de fournir la main-d'œuvre nécessaire au développement industriel.

##### Les mutations économiques

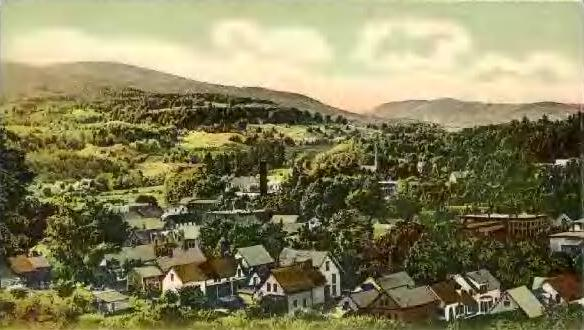
Ludlow (Vermont), en 1906.

Les années qui suivent la fin de la guerre de Sécession sont celles où le chemin de fer est roi. Des milliers de kilomètres de voies ferrées sont construites jusqu'à la fin du XIXe siècle. En 1900, 200 000 milles de lignes de chemin de fer couvrent le territoire américain dont cinq transcontinentaux. La production sidérurgique et le commerce se trouvent ainsi stimulés.
Il existe une concurrence sauvage entre les entreprises. Dans les chemins de fer la guerre des tarifs fragilisent les compagnies. En effet dans les lignes soumises à la concurrence, les compagnies baissent leurs tarifs et vont jusqu'à vendre à perte pour capter la clientèle, quitte à se rattraper sur les lignes où elles n'ont pas de concurrence. Lors de la crise économique de 1873, beaucoup sont acculées à la faillite et sont rachetées à bas prix. Les autres préfèrent signer des accords secrets pour se partager le marché, mais ces accords ne fonctionnent vraiment qu'en période de prospérité.
La période se caractérise en outre par une tendance à la concentration des entreprises qu'il est possible d'attribuer au désir de contrôler le marché, de faire des économies d'échelle et aux capitaux des plus en plus importants que nécessitent le développement industriel. Ce Gilded Age (littéralement « âge doré ») est marqué par les « titans » de l'industrie que sont Rockefeller, Astor, Vanderbilt, Carnegie ou encore Morgan. Le cas le plus connu est celui de Rockefeller qui rachète les droits de vote des actionnaires d'une quarantaine de compagnies pétrolières pour les contrôler. Ces dernières forment un trust sous sa direction. Il ferme 33 des 55 raffineries qu'il détient et, grâce aux économies d'échelle réalisées, engrange d'immenses profits. À la fin des années 1880, une quinzaine de trusts se sont ainsi constitués. En 1890, la loi Sherman interdit les trusts. Les capitaines d'industrie choisissent alors la holding comme forme de concentration. Rockefeller préfère développer la Standard Oil du New Jersey parmi toutes ses compagnies. En 1897, cette dernière contrôle 83,7 % du raffinage du pétrole. La compagnie Carnegie fournit 25 à 30 % de l'acier américain. Elle possède aussi ses mines de charbon et de fer, ses bateaux et ses trains. La compagnie Carnegie est ainsi un remarquable exemple des mouvements de concentration horizontale et verticale du capitalisme américain.
Entre 1860 et 1890, la production industrielle est multipliée par 11. Les États-Unis sont devenus le premier producteur mondial de charbon. L'industrialisation profite surtout au Nord-Est des États-Unis qui concentre 75 % de la production. Le Sud a développé des industries de transformation mais reste sous la dépendance économique du Nord.

##### Les bouleversements économiques et sociaux
Entre 1860 et 1900, 14 millions d'immigrants arrivent aux États-Unis, fuyant l'Europe en raison des mauvaises conditions économiques et sociales, des troubles politiques et/ou des persécutions religieuses. Grâce à cette immigration, la population des États-Unis passe de 31 millions en 1860 à 50 en 1880 et 76 en 1900.
À partir des années 1840, les Britanniques laissent peu à peu la place à d'autres immigrants :
• les Allemands qui sont chassés par la misère résultant de la désorganisation politique de leur région ou persécutés religieusement,
• les Irlandais, victimes de l'une des plus terribles famines du XIXe siècle en raison de l'apparition d'une bactérie détruisant la pomme de terre, leur production et aliment de base, et
• dans une moindre mesure, les Scandinaves.
Puis, à partir des années 1880, ces immigrants sont eux-mêmes remplacés par d'autres immigrants :
• les Italiens, issus majoritairement des régions du sud du pays, les plus pauvres de la Péninsule, et
• les populations venues d'Europe centrale et orientale (en particulier, de nombreux Juifs soumis, dans la Russie tsariste, à un statut politique, économique et religieux discriminatoire et à l'hostilité de la population qui aboutit périodiquement à des pogroms).
Les immigrants sont issus du monde rural mais sont contraints de s'installer dans les villes sauf les Allemands qui s'établissent en nombre comme fermiers dans les terres du Midwest.
Les autorités des États-Unis les accueillent avec bienveillance car son appareil productif a besoin d'eux pour assurer son développement. Ils constituent une main-d'œuvre bon marché pour une industrie en plein essor et les nombreux travaux publics que nécessite l'aménagement d'un territoire immense.
L'intégration de ces nouvelles populations et leur coexistence pacifique (bien qu'à nuancer, en particulier dans les grandes villes comme New York, la « porte d'entrée » des immigrants aux États-Unis) est facilitée par plusieurs facteurs :
• le dynamisme économique de cette période, créateur de nombreux emplois peu qualifiés,
• une organisation sociale fondée sur le communautarisme qui permet à l'immigrant de s'intégrer progressivement à un environnement nouveau en étant, par ailleurs, soutenu par sa communauté, et
• un modèle politique mature protégeant les libertés individuelles politiques et religieuses.
Ces conditions favorables offrent à ces immigrants, avides d'échapper au sort qu'ils ont connu en Europe, la possibilité d'améliorer peu à peu leurs conditions de vie (en réalité, ce sont surtout leurs descendants, parfois après plusieurs générations, qui verront ces conditions de vie s'améliorer réellement), au prix d'importants sacrifices (la vie dans les quartiers d'immigrants des grandes villes est extrêmement difficile) et d'une vie de dur labeur.

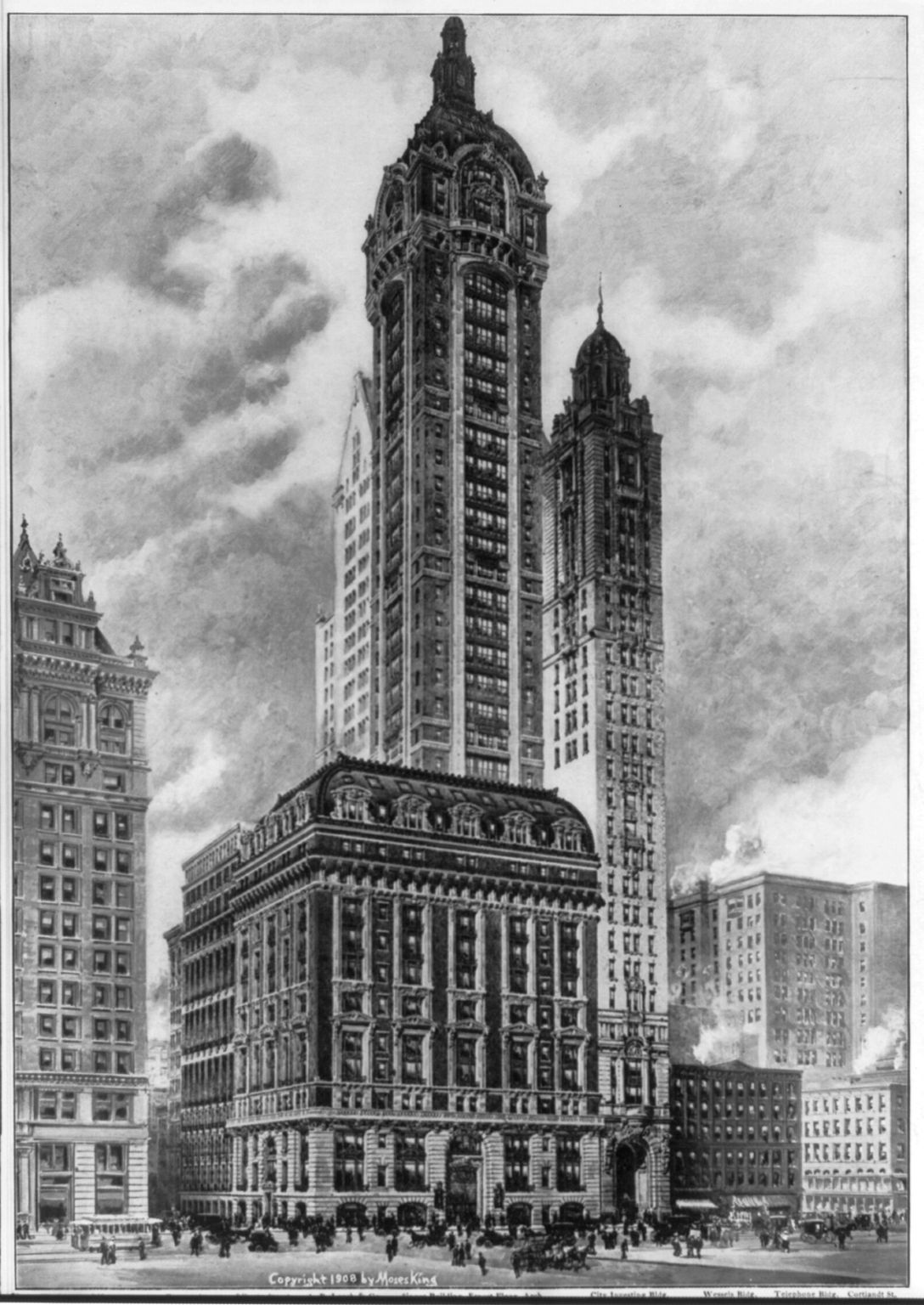
Le Singer Building en 1908, à New York

À la fin de la guerre de Sécession, l'Amérique est encore largement un pays de fermiers, selon l'idéal de Thomas Jefferson. À la fin du XIXe siècle, l'agriculture n'y est plus la première activité économique. L'Amérique industrielle et urbaine triomphe.
Entre 1860 et 1890, le nombre de villes dépassant les 100 000 habitants a triplé. New York compte 1,5 million d'habitants, Philadelphie un million. Les gratte-ciel, les tramways, le métro, l'éclairage urbain électrique et d'autres innovations techniques caractérisent les grandes villes américaines.
Les villes sont des lieux d'accueil pour les immigrants et les agriculteurs ruinés qui y trouvent du travail dans l'industrie. C'est à la ville que naît le nouveau mythe américain, celui du self-made man incarné par Andrew Carnegie, un immigrant écossais.
Dans un contexte de liberté économique presque totale, qui n'est pas sans générer des abus (le droit du travail est pratiquement inexistant, les pratiques commerciales souvent douteuses), émergent de grandes puissances bancaires et financières ainsi que de grands groupes industriels (dans les domaines de l'acier, de la construction et des transports ferroviaire et maritime...).
L'activité économique en général, et la croissance de ces grands groupes en particulier, est soutenue par plusieurs facteurs :
• la recherche de la réussite individuelle et son corollaire, l'esprit entrepreneurial, issus de l'éthique protestante,
• l'immensité du territoire dont l'aménagement procure d'énormes ressources agricoles et en matières premières (parfois nouvelles, comme le pétrole découvert à cette époque) et crée, par ailleurs, des débouchés importants pour l'industrie,
• une main-d'œuvre nombreuse et peu organisée (donc peu chère),
• des capitaux en abondance rendus plus facilement mobilisables grâce à la structuration du secteur bancaire et financer,
• la rationalisation des processus industriels,
• le progrès technique,
• un marché de consommateurs important et en rapide expansion qui offre de nouveaux débouchés, et
• le soutien des pouvoirs publics et l'absence d'une véritable régulation économique (qui ne permet pas de freiner le processus de concentration et aboutit à des situations de quasi-monopoles).
Cette période est caractérisée par l'émergence de grands capitaines d'industrie comme Cornelius Vanderbilt (transport maritime et ferroviaire), John Pierpont Morgan (banque), Jay Gould (transport ferroviaire et finance), Andrew Carnegie (acier) ou John Davison Rockefeller (raffinage du pétrole et distribution de produits à base de pétrole).
Comme dans tous pays engagés dans un processus d'industrialisation rapide, la condition ouvrière est particulièrement difficile, avec des journées de travail de 12 à 14 heures, des salaires faibles, des logements indécents. Cependant, dans l'Amérique de « l'âge du toc », aucun mouvement syndical puissant ne parvient à se développer. Sans organisation efficace (contrairement aux entrepreneurs), délaissés par les partis politiques (qui représentent les intérêts desdits entrepreneurs ou cultivent le clientélisme), les ouvriers multiplient les grèves.
En 1877, une grève de cheminots paralyse le trafic depuis la côte atlantique jusqu'à l'ouest du Mississippi. Le président Hayes envoie des troupes fédérales en Virginie-Occidentale pour briser la grève. Plusieurs autres mouvements sont ainsi brisés par les forces de l'ordre. Ce n'est qu'en 1886 que naît la première grande organisation syndicale, l'American Federation of Labor (AFL), une fédération des métiers hautement spécialisés. Elle renonce à toute référence révolutionnaire ou passéiste.
L'échec des mouvements ouvriers s'explique par plusieurs facteurs :
• l'acceptation par les travailleurs immigrants de dures conditions de travail car nombre d'entre eux ont immigré aux États-Unis en raison de l'absence totale de travail dans leurs régions européennes d'origine,
• l'importance de l'armée de réserve de travailleurs constituée par ces millions d'immigrants,
• les valeurs américaines qui glorifient le travail comme vecteur essentiel de la réussite individuelle, et
• la protection des intérêts économiques par les pouvoirs publics qui répriment durement toutes velléités syndicales.
Pendant cette période le monde agricole connaît une grave crise. En effet, à partir de 1873, les prix agricoles baissent. L'augmentation de la productivité ne compense pas la chute des prix. Les fermiers tentent de s'organiser : mouvement des Grangers vers 1870, des Greenbackers vers 1880, alliance des fermiers et des populistes vers 1890. Les farmers réclament l'inflation monétaire pour compenser la baisse mondiale des cours de produits agricoles et réduire leur endettement.

#### La démocratie «confisquée»
« L'âge du toc » est marqué par la main mise des milieux d'affaires sur la vie politique. Des municipalités à l'élection des sénateurs, ils contrôlent une classe politique vénale qui soutient sans réserve leurs intérêts. Les hommes d'affaires parviennent à faire croire aux électeurs, principalement aux classes moyennes, que leurs intérêts sont ceux de la nation entière. C'est « l'évangile de la richesse ». Les partis politiques ne permettent pas le débat d'idées. En effet, le parti républicain et le parti démocrate sont des coalitions d'intérêts parfois antagonistes et ne sont plus guère, à partir de 1876, que des machines à remporter les élections et à pourvoir les maintenir en place dans l'administration selon le système des dépouilles. Ce n'est qu'en 1883, que, pour limiter les abus et les scandales liés au système des dépouilles que le président Chester Arthur fait voter la loi Pendleton. Elle fixe une liste d'emplois dont les titulaires sont désignés par une commission indépendante en fonction de leurs capacités. À la fin du siècle, la nomination d'un fonctionnaire fédéral sur deux dépend de la commission. Mais la collusion entre monde politique et milieu des affaires perdure à cause du coût grandissant des campagnes électorales. Pour remercier les associations industrielles protectionnistes qui ont aidé à l'élection de Benjamin Harrison, les Républicains votent en 1890 le tarif McKinley. Les tarifs douaniers sont tellement prohibitifs que certaines entreprises européennes choisissent de s'installer aux États-Unis. Mais ils entrainent une hausse des produits industriels. Grover Cleveland est réélu président au moment où le pays connait une crise économique sévère. Il répond aux nombreuses grèves et aux marches de chômeurs en faisant intervenir les troupes fédérales. Sa politique monétaire, fin du bi-métallisme, mécontente les États du Sud et ceux producteurs d'argent.
Les protestataires, parviennent à imposer leur candidat au parti démocrate, William J. Bryan pour les élections présidentielles de 1896. Ce candidat qui défend avec passion l'Amérique agraire chère à Jefferson et le bi-métallisme effraie les milieux industriels qui soutiennent tous le candidat républicain William McKinley. La victoire de ce dernier marque la victoire définitive du capitalisme et une domination de 16 ans pour le parti républicain.

### Un pays à la recherche d'une place dans le monde

#### Le début de l'interventionnisme

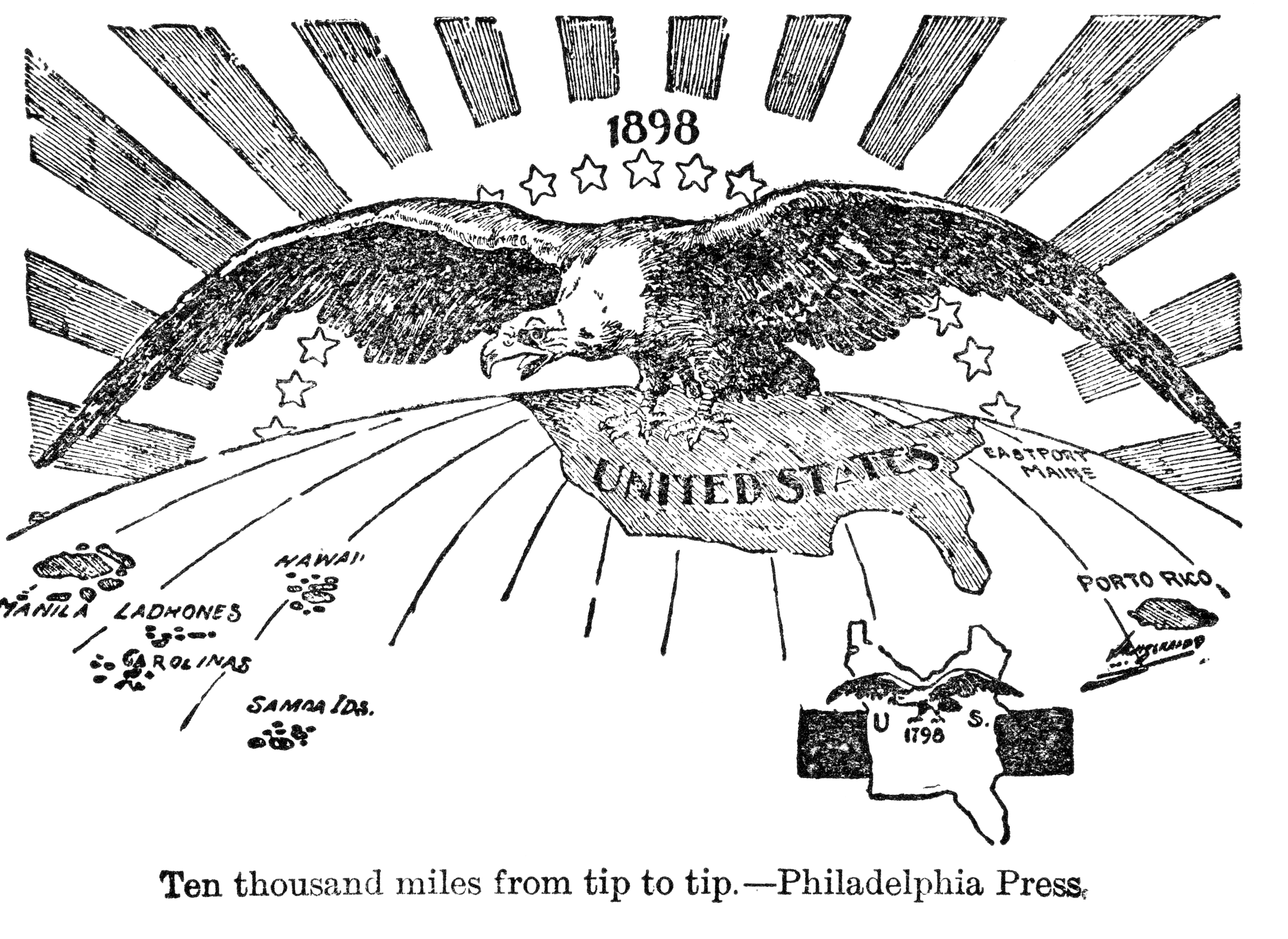
Ten Thousand Miles From Tip to Tip (« 10000 miles d'une extrémité à l'autre ») - des Philippines à Porto Rico.

La politique étrangère des États-Unis est restée fidèle au testament de George Washington et à la doctrine Monroe. Les Américains tout absorbés par la conquête de l'Ouest et leur développement industriel ne se sont pas dotés des atouts des grandes puissances. Pierre Mélandri établit un lien entre le début des ambitions internationales des États-Unis, la prise de conscience de leur suprématie industrielle ainsi que la fin de la frontière en 1890. En 1880, il n'y a presque pas de flotte militaire et commerciale, les effectifs de l'armée sont très réduits.
Dans les années 1880, le gouvernement fédéral commence à développer la marine militaire, elle passe du 12e rang mondial en 1883 au 3e en 1906. Il s'assure aussi de bases à Pearl Harbor et dans les Samoa. L'acceptation facile de l'annexion de Hawaii par le Sénat en 1898 montre que les esprits sont mûrs pour l'aventure expansionniste. Désireux de détourner la colère populaire due à la crise économique, les responsables politiques entretiennent auprès de l'opinion publique une grande susceptibilité nationaliste avec l'aide de deux journaux à grand tirage, The World et The Journal.
Le 15 février 1898, une explosion a lieu à bord du Maine, ancré dans le port de La Havane à Cuba, alors colonie espagnole, entraînant la mort de 266 hommes. McKinley cède à l'opinion publique et envoie un ultimatum à l'Espagne le 29 mars et part en guerre contre elle le 25 avril. La « splendide petite guerre » est une véritable promenade militaire. Cuba est occupée le 16 juillet. Entre mai et août 1898, l'amiral George Dewey fait la conquête des Philippines.
En 1898, après avoir vaincu les troupes espagnoles, les forces armées américaines s'emparent de Porto Rico. Par le Traité de Paris du 10 décembre 1898, l'Espagne doit également renoncer à Cuba et aux Philippines. Sous la pression de l'occupation militaire, Cuba doit incorporer à sa Constitution l'amendement Platt, approuvé par le Sénat américain en 1901. En vertu de celui-ci, La Havane reconnait le droit d'intervention des États-Unis pour « préserver l'indépendance cubaine », et maintenir un gouvernement protégeant « la vie, la propriété et les libertés individuelles ». En outre, le document précise que le gouvernement cubain vendra ou louera aux États-Unis le terrain nécessaire à l'établissement de dépôts de charbon ou de stations navales, donnant ainsi naissance à la base de Guantánamo. Interférant dans sa politique intérieure, ses institutions, son système électoral et son régime fiscal, les États-Unis interviennent militairement à Cuba en 1906, 1912 et 1917. Jusqu'en 1934, l'ile ne dispose pas de gouvernement souverain et constitue de facto un protectorat américain.
Au début du XXe siècle, les troupes américaines débarquent au Mexique, au Guatemala, au Nicaragua, en Colombie et en Équateur. En 1903, le Traité Hay-Bunau-Varilla accorde aux États-Unis, en échange de 10 millions de dollars, l'usage perpétuel du canal de Panama et une pleine souveraine sur une zone profonde de huit kilomètres sur chacune de ses rives. Le traité confère par ailleurs des droits spéciaux à Washington en temps de guerre, faisant pratiquement du Panama, sur le plan militaire, un nouvel État de l'Union. Au Nicaragua, les États-Unis interviennent militairement en 1912 pour vaincre la résistance des libéraux, qui refusaient de reconnaitre un accord permettant aux États-Unis de disposer d'un contrôle sur les finances du pays. Placé au pouvoir par l'armée américaine, le conservateur Adolfo Diaz signe cet accord. L'armée américaine reste présente treize ans au Nicaragua, entre 1912 et 1925.
Au Honduras, les États-Unis interviennent en 1903, 1905, 1919 et 1924, généralement pour restaurer l'autorité de gouvernements menacés par des rébellions. En 1915, un corps expéditionnaire est déployé à Haïti. l'administration civile et militaire, les finances, les douanes et la banque d'État aux mains des Américains. Pour vaincre les rébellions nationalistes, la loi martiale est proclamée sur l'ensemble du territoire. La même loi martiale imposée en République dominicaine, où la Convention du 8 février 1907 permet aux États-Unis d'administrer les douanes et de distribuer leurs revenus aux créanciers étrangers. Les États-Unis s'engagent également en Chine où ils favorisent leurs intérêts commerciaux et participent à la répression de la révolte des Boxers. Ils penchent, au début de la guerre russo–japonaise de 1904, en faveur du Japon, que soutenait également la Grande-Bretagne, désireuse de voir la Russie éliminée de l’Orient.
En 1917, les États-Unis entrent en guerre auprès des Alliés dans la Première Guerre mondiale. Le corps expéditionnaire américain, constitué en mai 1917 est commandé par le général Pershing. De 150 000 soldats américains présents en janvier 1918 en Europe, ce nombre monte à près de 2 millions en novembre, participant grandement à la victoire alliée sur le front de l'Ouest.
Au cours de cette période, les États-Unis vont aussi être une source importante de céréales pour approvisionner l'Europe en pénurie à cause de la guerre, ce qui modifie profondément l'agriculture du pays. Les prix des céréales montent, les agriculteurs américains prennent des hypothèques pour acheter des terres. La superficie cultivée en blé américain progresse de 13 millions d'acres entre 1910 et 1915. Après de nombreuses émeutes de la faim, plusieurs États lancent des investigations sur la commercialisation des céréales.

### Le renouveau de la démocratie

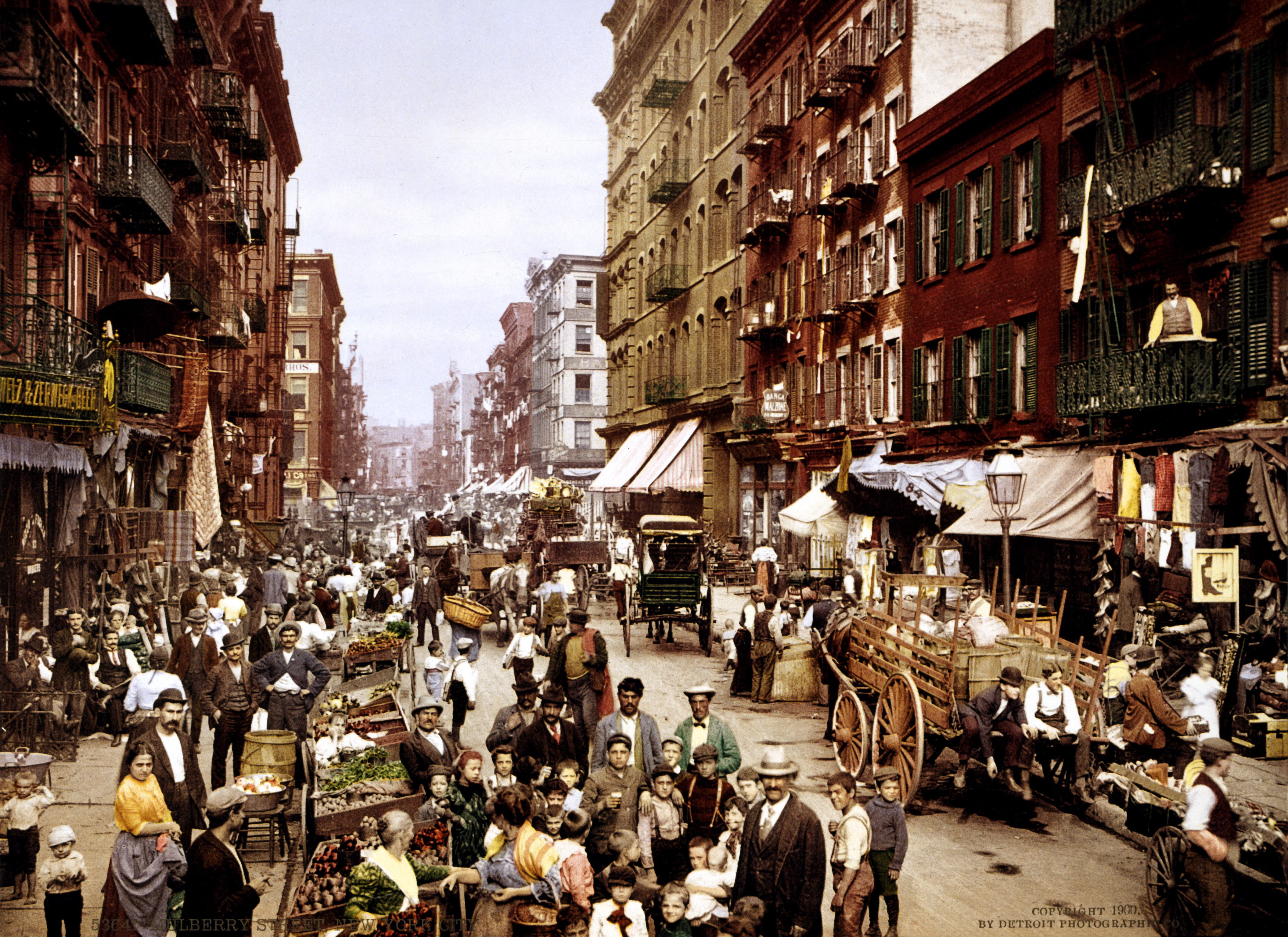
Une rue de New York en 1900.

Au début du XXe siècle, l'idéal américain semble menacé. Le pouvoir d'achat des ouvriers tend à se dégrader. Le flot d'émigrants qui arrive chaque année aux États-Unis est accusé de créer une pression à la baisse sur les salaires. En effet, cette période marque l'apogée de l'immigration aux États-Unis. De 1902 à 1910, 9 millions de personnes débarquent aux États-Unis, dont 1,3 million pour la seule année 1907. Elles sont 4,5 millions de 1911 à 1915. Ces nouveaux venus, italiens catholiques et juifs inquiètent les dirigeants protestants. Ils représentent près de 40 % de la population des grandes agglomérations où ils vivent regroupés selon leurs origines. La concentration monopolistique des industries constitue une autre menace au modèle américain de réussite. En 1909, 1 % des firmes assurent 44 % de la production industrielle. Ainsi en 1901, l’U.S. Steel Company a pu prendre le contrôle de la plupart des aciéries.
Le mouvement progressiste apparait dans les premières années du XXe siècle. Face au triomphe de « l'Évangile de l'argent », il a comme objectif de réformer le gouvernement pour qu'il œuvre pour le bien commun et non pour les intérêts industriels dont les abus sont dénoncés. Les progressistes appartiennent à tous les groupes sociaux. Ils trouvent des relais actifs parmi les journalistes, les muckrakers comme Lincoln Steffens qui décrit les problèmes urbains dans son célèbre livre The shames of the cities. Ils dénoncent les pratiques frauduleuses ou abusives des industriels, la mise en danger de la démocratie par les « barons voleurs ». Sur le plan local, les progressistes généralisent le scrutin secret et les primaires directes pour le choix des candidats. Plusieurs États et municipalités instaurent le référendum pour les grandes décisions.
En 1901, Théodore Roosevelt, qui soutient les réformistes, devient président après l'assassinat de McKinley. En 1906, il fait voter par le congrès une loi visant à garantir aux consommateurs une véritable sécurité sanitaire (Pure Food and Drug Law). Il utilise la loi Sherman anti-trust pour mettre fin aux agissements nuisibles de certains trusts comme la Northern Security Company qui avait le monopole des chemins de fer dans le Nord-Ouest des États-Unis. Son action est continuée par Taft qui parvient à briser le monopole de la Standard Oil et de l'American Tobacco Company. Roosevelt est resté dans la mémoire des Américains comme étant le premier président à se soucier de la préservation de la nature et à avoir créé un parc national. En 1912, la division du camp républicain permet au démocrate Woodrow Wilson de l'emporter avec 42 % des suffrages. Parmi les réformes qu'il initie, on peut citer la création de la réserve fédérale en 1913, les Federal Trade Commission Act et le Claytin Anti-Trust Act de 1914 qui permettent le renforcement des contrôles sur les monopoles et l'instauration de commissions pour enquêter sur les pratiques des entreprises faussant la libre concurrence.

## De 1918 à 1945

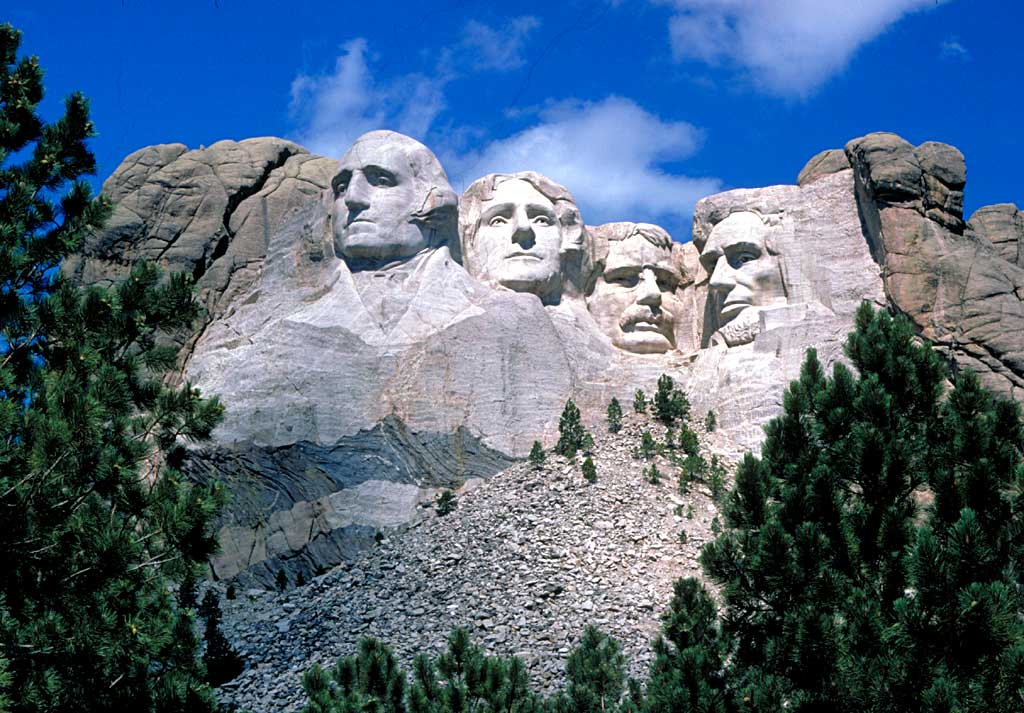
Le mémorial national du mont Rushmore, construit entre 1927 et 1941.

Les États-Unis sortent très largement renforcés de la Première Guerre mondiale. L'Europe détruite et ruinée, ils renforcent leur domination économique, et deviennent même un centre de la culture mondiale dans les années 1920. Cependant, la crise de 1929 remet en cause le modèle américain, et les réponses du New Deal restent insuffisantes, les États-Unis ne retrouvant la prospérité que, et ce paradoxalement, grâce au déclenchement de la Seconde Guerre mondiale, au cours de laquelle ils triomphent de l'Axe. Leur victoire fait d'eux en 1945 l'un des deux Supergrands, avec l'Union soviétique.
- Histoire des États-Unis de 1937 à 1943
- La Grande Dépression économique de 1929
- Histoire militaire des États-Unis pendant la Seconde Guerre mondiale
  - Attaque de Pearl Harbor par le Japon
  - Seconde Guerre mondiale

## De 1945 à 1964
Les États-Unis sont un des grands pays victorieux de la Seconde Guerre mondiale, avec l'URSS. Très vite, les relations entre les deux grands vont se dégrader, les deux pays n'ayant rien à voir au niveau idéologique.
En 1947, dans le cadre de la doctrine Truman, les États-Unis lancent le plan Marshall, pour contrer l'expansion du communisme en Europe. C'est le début de la guerre froide, qui durera plus de 40 ans, jusqu'à la chute de l'URSS. Le monde frôlera à ce moment plusieurs fois la Troisième Guerre mondiale.
Le 20 janvier 1949, le président Harry Truman prononce son discours sur l'état de l'Union. Il renouvelle son opposition au communisme, et évoque la situation des pays « sous-développés » auxquels les pays les plus avancés doivent apporter leur connaissance technique et de l'assistance pour élever leur niveau de vie par l'industrialisation.
En 1964, les États-Unis font la guerre du Viêt Nam.
- Guerre de Corée
- Débarquement de la baie des Cochons
- Crise des fusées à Cuba
- Assassinat de Kennedy
- Mouvement des droits civiques aux États-Unis depuis 1954
- Histoire des États-Unis de 1964 à 1980

## De 1964 à 1980

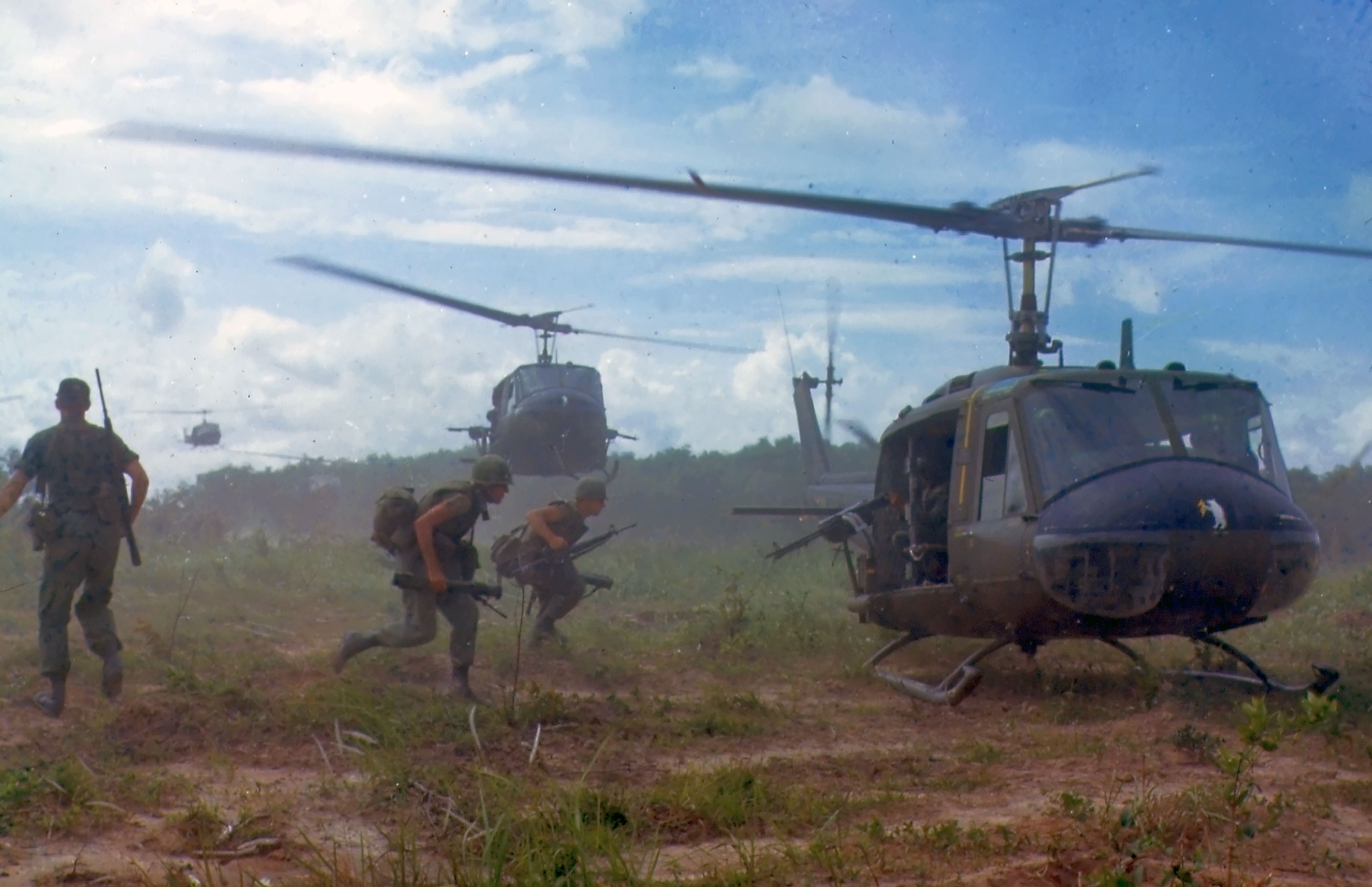
Soldats américains pendant la guerre du Viêt Nam, en 1966.

Cette période de guerre froide est également marquée par l'abolition de la ségrégation raciale, l'assassinat de plusieurs grandes personnes s'étant battues pour les droits civiques (Robert Kennedy, Martin Luther King…). En 1969, avec le programme Apollo, le premier homme marche sur la Lune, et il s'agit d'un Américain, Neil Armstrong. Dans les années 1970, le scandale du Watergate éclate, remettant en cause le gouvernement américain. En 1975, le pays perd la guerre du Viêt Nam, qui leur aura été couteuse. La puissance du pays est remise en cause.
- Henry Kissinger
- Guerre du Viêt Nam
- Montée du féminisme
- Civil Rights Act de 1964 posant les bases de l'intégration raciale
- Montée de la contreculture hippie
- Apollo 11 se pose sur la Lune
- Scandale du Watergate

## Depuis 1980

Drapeau actuel des États-Unis (50 États).

Cette période est marquée par la chute de l'URSS en 1991. Les États-Unis se retrouvent comme seule hyperpuissance, dominant le monde, la culture américaine s'élargit à travers le monde, y compris dans les ex-pays communistes. En 1990, les États-Unis se lancent dans la guerre du Golfe, pour libérer le Koweït. Les années 1990 seront marquées par d'autres scandales comme l'affaire Monica Lewinsky conduisant à l'impeachment (procédure de destitution) de Bill Clinton. Le 11 septembre 2001, les États-Unis sont attaqués pour la première fois depuis la Seconde Guerre mondiale sur leur territoire. Ils se lancent dans une « guerre contre le terrorisme », attaquent l'Afghanistan en octobre 2001 pour poursuivre Ben Laden, et attaquent l'Irak dès mars 2003 pour « libérer le pays du danger qu'est Saddam Hussein », selon le gouvernement américain. En 2007, une crise financière touche le pays puis l'Europe. L'arrivée au pouvoir d'un afro-américain (Barack Obama) en 2009 est également une première.
- Guerre du Golfe (1990-1991)
- Attentats du 11 septembre 2001
- Guerre d'Afghanistan (2001-2014)
- Guerre d'Irak (2003-2011)
- Crise des subprimes
- Deepwater Horizon
- Mort d'Oussama ben Laden

Présidents :
- Ronald Reagan (1981-1989)
- George Bush (1989-1993)
- Bill Clinton (1993-2001)
- George W. Bush (2001-2009)
- Barack Obama (2009-2017)
- Donald Trump (2017-2021)
- Joe Biden (2021-2025)
- Donald Trump (depuis 2025)